# Centrum (Szczecin)
Centrum – osiedle administracyjne Szczecina, będące jednostką pomocniczą miasta. Według danych z 2024 na osiedlu na pobyt stały zameldowanych było 14 665 osób, co czyniło je wówczas najludniejszym osiedlem szczecińskiego Śródmieścia. W latach 1955–1976 Centrum było częścią osiedla Śródmieście w dzielnicy o tej samej nazwie. Obecne osiedle Centrum ustanowiono w ramach reformy administracyjnej w 1990.
Centrum łączy funkcje mieszkalne, handlowo-usługowe i administracyjne. Swoją siedzibę mają tu m.in.: Urząd Marszałkowski, Wojewódzki Sąd Administracyjny, Izba Administracji Skarbowej czy PZU.

## Geografia

### Położenie
Centrum jest jednym z 10 osiedli szczecińskiej dzielnicy Śródmieście i stanowi jednostkę pomocniczą gminy. Powierzchnia osiedla wynosi 1,03 km², co stanowi 0,34% powierzchni całego miasta. Centrum od północy graniczy ze Śródmieściem-Północą, od wschodu ze Starym Miastem, od południa z Nowym Miastem, zaś od południowego zachodu ze Śródmieściem-Zachodem.
Zgodnie z uchwałą ustanawiającą osiedle jego granice stanowią:
- plac Zwycięstwa, aleja Wojska Polskiego
- ulica Wielkopolska
- ulica Jacka Malczewskiego
- ulica Jana Matejki, plac Hołdu Pruskiego, plac Żołnierza Polskiego
- aleja Niepodległości, plac Zwycięstwa

Według podziału fizycznogeograficznego Jerzego Kondrackiego obszar Centrum położony jest w mezoregionie Wzniesienia Szczecińskie (313.26), stanowiącym część makroregionu Pobrzeże Szczecińskie. Samo zaś Pobrzeże Szczecińskie jest fragmentem podprowincji Pobrzeża Południowobałtyckiego.

### Środowisko
W 2016 stężenie benzopirenu w atmosferze Centrum było jednym z większych w Szczecinie i zawierało się w przedziale 2,1-4,0 ng/m³. Stężenie pyłu PM2,5 zawierało się w przedziale od 17,5 do ponad 20,5 μg/m³ i także było jednym z większych w mieście. Poziom hałasu na osiedlu kształtował się na poziomie od 60 do ponad 75 dB, co czyniło osiedle jednym z najbardziej narażonych na hałas w mieście.

## Historia

### Próby likwidacji umocnień fortecznych
Współczesne osiedle Centrum obejmuje obszar dawnego fortu Wilhelma, wybudowanego w 1735. W latach 50. XIX w. miasto rozpoczęło starania o likwidację fortów Wilhelma i Leopolda, stanowiących barierę dla rozwoju przestrzennego, a w konsekwencji też społeczno-gospodarczego Szczecina. W październiku 1857 na obradach specjalnej komisji ds. wykupu terenów fortecznych doszło do sporu między władzami miejskimi a prowincjonalnymi. Miasto zakładało budowę na terenach pofortecznych dzielnic handlowo-portowych, podczas gdy prowincja opowiadała się za przekształceniem tych terenów na cele mieszkaniowe. Stanowisko prowincji wspierał pruski architekt Edward Knoblauch, który sporządził plan zakładający przesunięcie umocnień fortecznych na północ w celu umożliwienia wytyczenia nowych ulic i przedłużenia tych już istniejących. W 1862 rząd pruski nie wyraził zgody na likwidację szczecińskiej twierdzy. Dwa lata później nadburmistrz Szczecina Senfft von Pilsach przesłał do rządu pruskiego list, w którym podkreślił, że utrzymanie w Szczecinie umocnień fortecznych uniemożliwia rozwój miasta. W dążeniu do uchwalenia przez rząd pruski ustawy o twierdzy szczecińskiej wsparcia von Pilsachowi udzielił premier Otto von Bismarck.

### Rozwój w XIX i XX wieku
W latach 1864–1874 zespół w składzie: James Hobrecht – urbanista, Konrad Krühl – radca budowlany i Hermann Haken – nadburmistrz, opracował plan zabudowy terenów zajmowanych przez fort Wilhelma. Zaprojektowano układ wielobocznych placów z promieniście rozchodzącymi się ulicami. Główne ciągi komunikacyjne miały otrzymać ogródki przed budynkami. W międzyczasie w 1873 rząd pruski ostatecznie przystąpił do likwidacji fortów Leopolda i Wilhelma. Rozpoczęło się wznoszenie pierwszych kamienic; np. w 1877 powstała kamienica Hermanna Schulza. W 1882 dokonano zmian w planie: zmieniono kształt Kaiser-Wilhelm-Platz z kwadratowego na okrągły, zaprojektowano okrągły Friedrich-Karl-Platz między Kaiser-Wilhelm-Platz i Arndt-Platz oraz kwadratowy Augustaplatz między Kaiser-Wilhelm-Platz i Königsplatz. Zrezygnowano z wytyczenia wielokątnego Ludwigplatz, który miał się znajdować na przecięciu Kaiser-Wilhelm-Straße i Deutsche Straße. W latach 80. XIX w. powstały kamienice w kwartale König-Albert-Straße – Friedrich-Karl-Straße – Deutsche Straße, północno-wschodniej części Kronprinzenstraße i zachodniej Augustastraße. Prace budowlane zintensyfikowano w latach 90. XIX w. Zabudowano m.in. kwartały przy Paradeplatz, Falkenwalderstraße, Barnimstraße, Friedrich-Karl-Straße, König-Albert-Straße. Narożne budynki akcentowano hełmami i szczytami. Przed 1911 zakończono zabudowę kwartałów sąsiadujących z Kaiser-Wilhelm-Platz.
W 1885 r. na terenie dzisiejszego Centrum, przy skrzyżowaniu Kantstraße i Pölitzerstraße, powstała pierwsza szczecińska elektrownia, zbudowana przez miejscowego mechanika i przedsiębiorcę Ernsta Kuhlo.  Wyposażono ją w silnik parowy o mocy 25 HP napędzający prądnicę prądu stałego, wytwarzającą napięcie 65 V. W 1889 r. została przekształcona w podstację akumulatorową, pomocniczą dla nowej elektrowni przy ul. Św. Ducha. Zamknięto ją w 1903 r.

### II wojna światowa

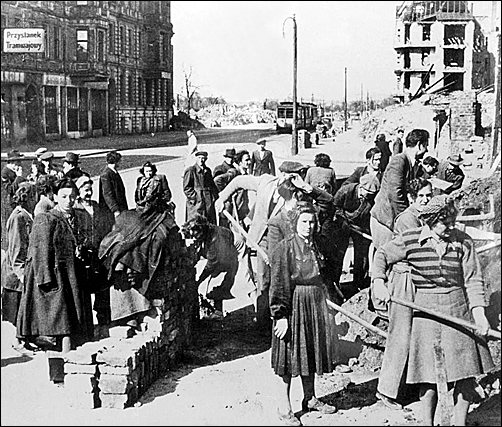
Usuwanie skutków bombardowań na ulicy Jaromira (Moltkestraße, dziś aleja Wyzwolenia), ok. 1945

Pierwsze zniszczenia obszaru dzisiejszego Centrum w czasie II wojny światowej nastąpiły w nalocie alianckim w nocy z 20 na 21 kwietnia 1943. Uszkodzono Schiller-Realgymnasium, Katholische Johanniskirche, kamienicę z restauracją Kaiserhallen przy Kaiser-Wilhelm-Platz, Finanzamt Stettin Nord, część kamienic przy Falkenwalderstraße i kamienicę Deutsche Straße 20. Kolejne zniszczenia przyniósł nalot w nocy z 5 na 6 stycznia 1944. Uszkodzono zabudowę Kaiser-Wilhelm-Straße. W kolejnym nalocie w nocy z 16 na 17 sierpnia 1944 w gruzach legła zabudowa kwartałów położonych między Politzerstraße a Grabowerstraße oraz zabudowa Augustaplatz. Kilkanaście dni później, w nocy z 29 na 30 sierpnia, na miasto spadły bomby benzolowe, pojemniki z płynem zapalającym i bomby niszczące. Wywołały one burze ogniowe, które dokonały dalszego spustoszenia. Wskutek tych dwóch bombardowań kwartały kamienic we wschodniej części osiedla obróciły się w perzynę (ocalały pojedyncze obiekty, jak np. kamienica nr 34 przy Birkenallee). U schyłku wojny, między lutym a marcem 1945, artyleria radziecka ostrzelała jeszcze Paradeplatz.

### Lata 50. XX wieku

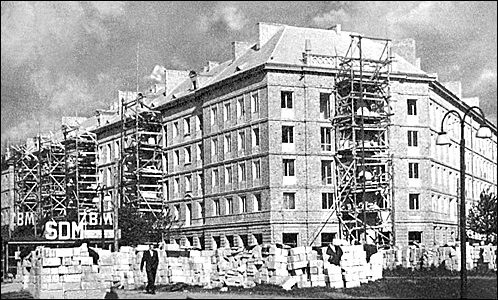
Budowa ŚDM przy placu Lotników, lata 50. XX wieku

Wskutek niemal całkowitego zniszczenia Starego Miasta, funkcje handlowo-usługowe przejęły tereny dzisiejszego osiedla Centrum. Kaiser-Wilhelm-Straße (przemianowana na aleję Jedności Narodowej) była jedną z pierwszych ulic zasiedlonych przez ludność polską przybywającą do miasta i jedną z pierwszych ulic, które otrzymały nazwę w języku polskim. Uchwałą nr 670 Prezydium Rządu z dnia 7 października 1954 utworzono osiedle Śródmieście w dzielnicy o tej samej nazwie.
W latach 1952–1954 zespół architektów w składzie: Henryk Nardy, Witold Adamczyk i Emanuel Maciejewski stworzył projekt Śródmiejskiej Dzielnicy Mieszkaniowej. Przy alei Jedności Narodowej i placu Lotników, na parcelach oczyszczonych z gruzów, stanęły pięciokondygnacyjne, socrealistyczne bloki ze spadzistymi dachami. Prace budowlane zakończyły się w 1958. Były to pierwsze budynki mieszkalne zbudowane w mieście po zakończeniu II wojny światowej.

#### Pierwszy projekt „nowego centrum”
W latach 50. XX w. powstały pierwsze koncepcje odbudowy okolic dzisiejszej alei Wyzwolenia. Planowano wytyczenie placu Centralnego i otoczenie go reprezentacyjnymi budynkami użyteczności publicznej: filharmonią, teatrem miejskim, wojewódzkim domem kultury oraz hotelem, kinem i domem towarowym. Pod koniec dekady plan gruntownie zmieniono, ograniczając się do wybudowania hali widowiskowo-sportowej. Ostatecznie i ten projekt nie doczekał się realizacji.

### Lata 1960–1989

#### Inwestycje w mieszkalnictwo i usługi

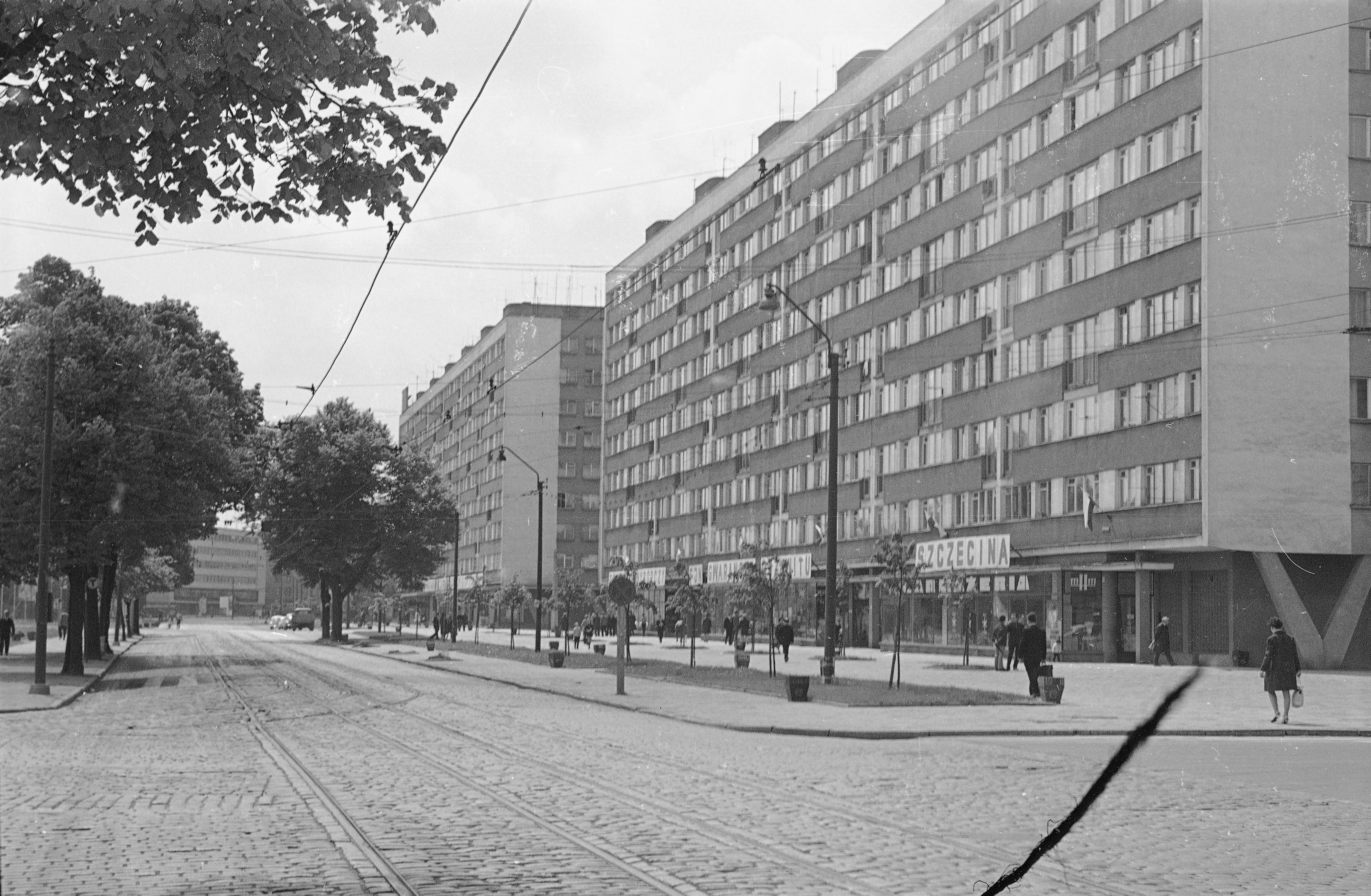
Aleja Wyzwolenia z blokami wybudowanymi w 1963 r. wg projektu H. Nardego

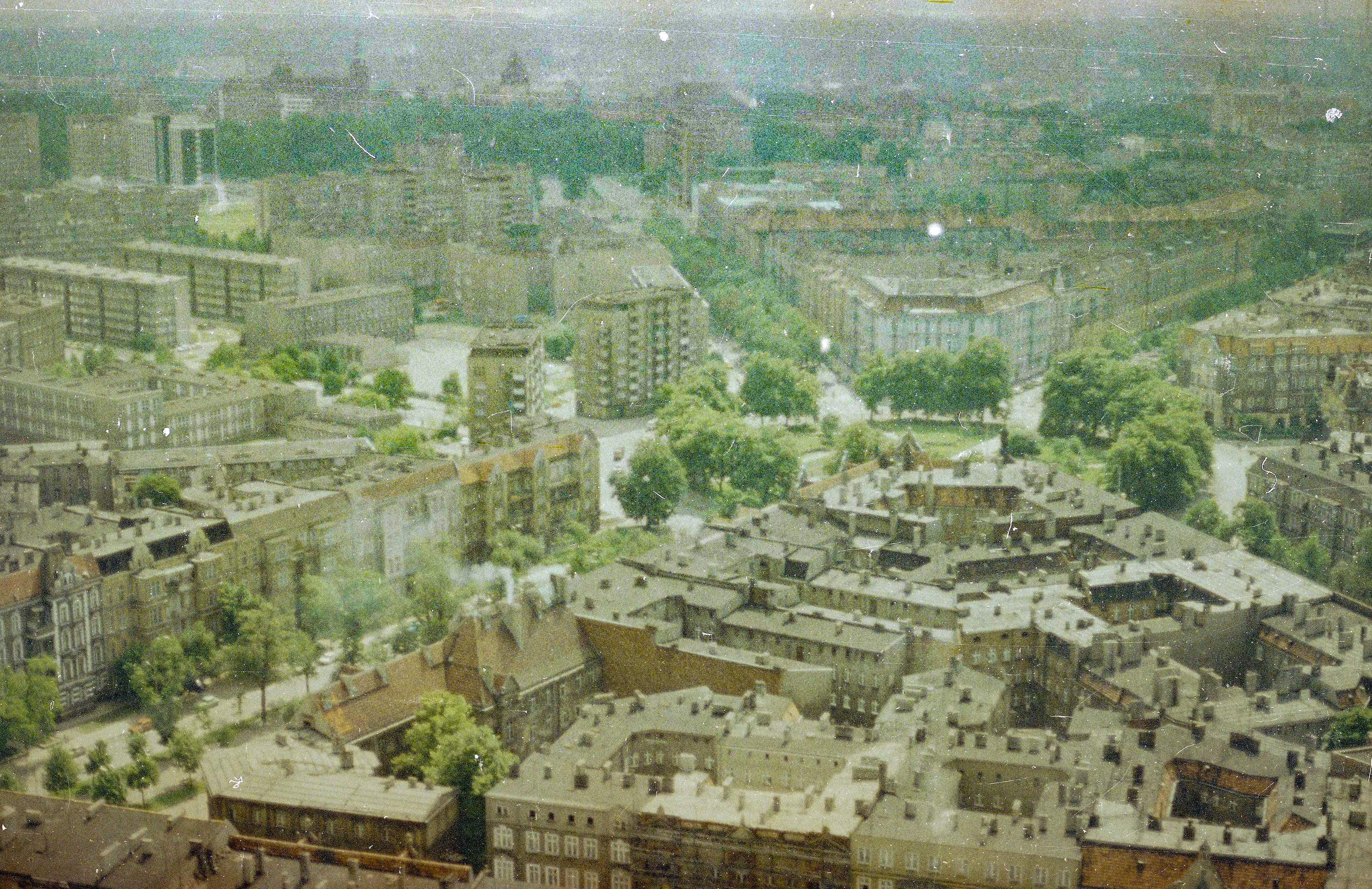
Fragment Centrum z lotu ptaka, lata 80. XX wieku. W lewym górnym narożniku widoczna nowa zabudowa

Lata 60. XX w. to czas odbudowy obszarów Centrum zrównanych z ziemią w nalotach alianckich. W 1960 narożnik alei Wyzwolenia i placu Żołnierza Polskiego wypełniono kilkukondygnacyjnym narożnym blokiem znanym ze sklepu Cepelia, projektu H. Nardego. W 1962 narożnik ulicy Jagiellońskiej i alei Wojska Polskiego zabudowano blokiem według projektu J. Karwowskiego. Rok później wzniesiono budynki mieszkalno-usługowe przy al. Wyzwolenia 37–47 i 25–35 wg projektu H. Nardego. W kolejnych latach zaczęto odchodzić od zabudowy nawiązującej wysokością i skalą do zachowanych kwartałów kamienic. Pierwsze powojenne punktowce – jeden na narożniku ulicy Rayskiego z ulicą Śląską, drugi na narożniku ulicy Rayskiego i ulicy Piłsudskiego – zwrócone fasadami frontowymi ku placowi Grunwaldzkiemu, zbudowano w latach 1963–1965. Ośmiopiętrowe bloki wyraźnie dominują nad przedwojenną, niższą zabudową okolicy. Projekt bloków wykonał szczeciński architekt Tadeusz Ostrowski. Na przełomie lat 60. i 70. XX wieku u wylotu alei Jedności Narodowej do placu Żołnierza Polskiego powstały kolejne punktowce, tym razem według projektu Aliny Bursze, Teodora Bursze, Stanisława Płoskiego i Romana Szymborskiego. W 1963 ogłoszono konkurs na zagospodarowanie parcel przy alei Wojska Polskiego powstałych po usunięciu gruzów zniszczonych kamienic. Konkurs rozstrzygnięto na korzyść szczecińskich architektów Wacława Furmańczyka i Witolda Jarzynki, którzy zaprojektowali 10-piętrowe bloki mieszkalne. W latach 1967–1972 przy placu Rodła powstał galeriowiec Mozaika projektu R. Frydy-Karwowskiej, a w 1971 przy ulicy Wielkopolskiej wzniesiono punktowiec projektu T. Ostrowskiego. Powstawała także zabudowa o charakterze typowo usługowym, jak pawilon Cezasu (1967–1969, proj. M. Rąbek), kombinat Kaskada (1962) czy Hotel Neptun (1972–1984). Planowano wyburzenie zachowanych kwartałów kamienic i zastąpienie ich współczesnymi budynkami. Plan ostatecznie porzucono. Kamienice remontowano niekiedy bez odtwarzania detali zniszczonych w bombardowaniach lub powojennych pożarach: przykładami są kamienice Wilhelma Zimmermanna i Augusta Mintza.
Uchwałą nr 211 Rady Ministrów z dnia 14 października 1976 zlikwidowano podział administracyjny Szczecina na dzielnice i osiedla, skutkiem czego przestało istnieć osiedle Śródmieście.

#### Inwestycje komunikacyjne

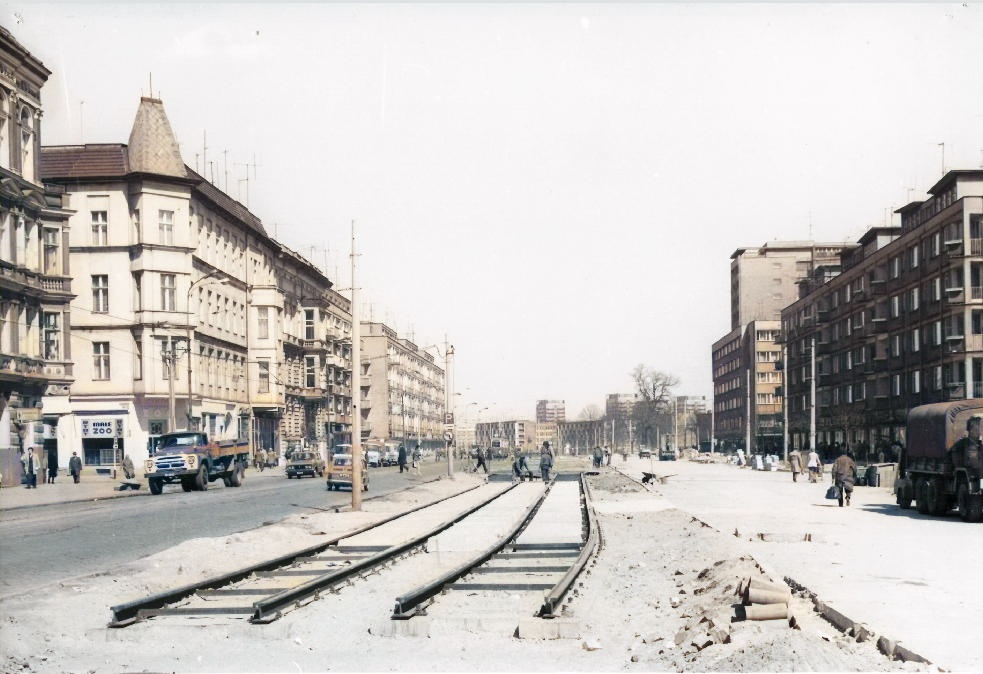
Poszerzanie alei Wyzwolenia, 1976

Na przełomie lat 70. i 80. XX w. przebudowano układ komunikacyjny we wschodniej części osiedla. Zlikwidowano przedwojenny zadrzewiony trójkątny plac u zbiegu ulic Piłsudskiego, Roosevelta i Jaromira. Ulicę Piłsudskiego przebito od ulicy Roosevelta do ulicy Matejki, zmodyfikowano przebieg północnej części ulicy Roosevelta i połączono ją z ulicą Jaromira, tworząc aleję Wyzwolenia. Na skrzyżowaniu alei Wyzwolenia i ulicy Piłsudskiego wytyczono plac Rodła. Aleję Wyzwolenia na odcinku od placu Żołnierza Polskiego do placu Rodła rozbudowano o jezdnię wschodnią, wykorzystując w tym celu rezerwę terenową pozostawioną przed powojennymi blokami.

#### Drugi projekt „nowego centrum”
W latach 70. XX w. powrócono do kwestii zabudowy wolnych parceli po wschodniej stronie ulicy Roosevelta. Andrzej Skopiński i Witold Jarzynka zaprojektowali na tym obszarze nowe centrum Szczecina, które miało się składać z dwóch 30- i 38-piętrowych, połączonych ze sobą wieżowców hotelowych przy placu Rodła, budynek handlowo-usługowy przypominający poustawiane jedna na drugiej szuflady wraz z podziemnym dwupoziomowym parkingiem. Za „szufladkowcem” miały stanąć trzy 20-piętrowe, jednakowe wieżowce, w których siedzibę miała mieć m.in. dyrekcja Stoczni Szczecińskiej im. Adolfa Warskiego. Te plany także pozostały jedynie na papierze.

### Po roku 1989

#### Nowe inwestycje budowlane

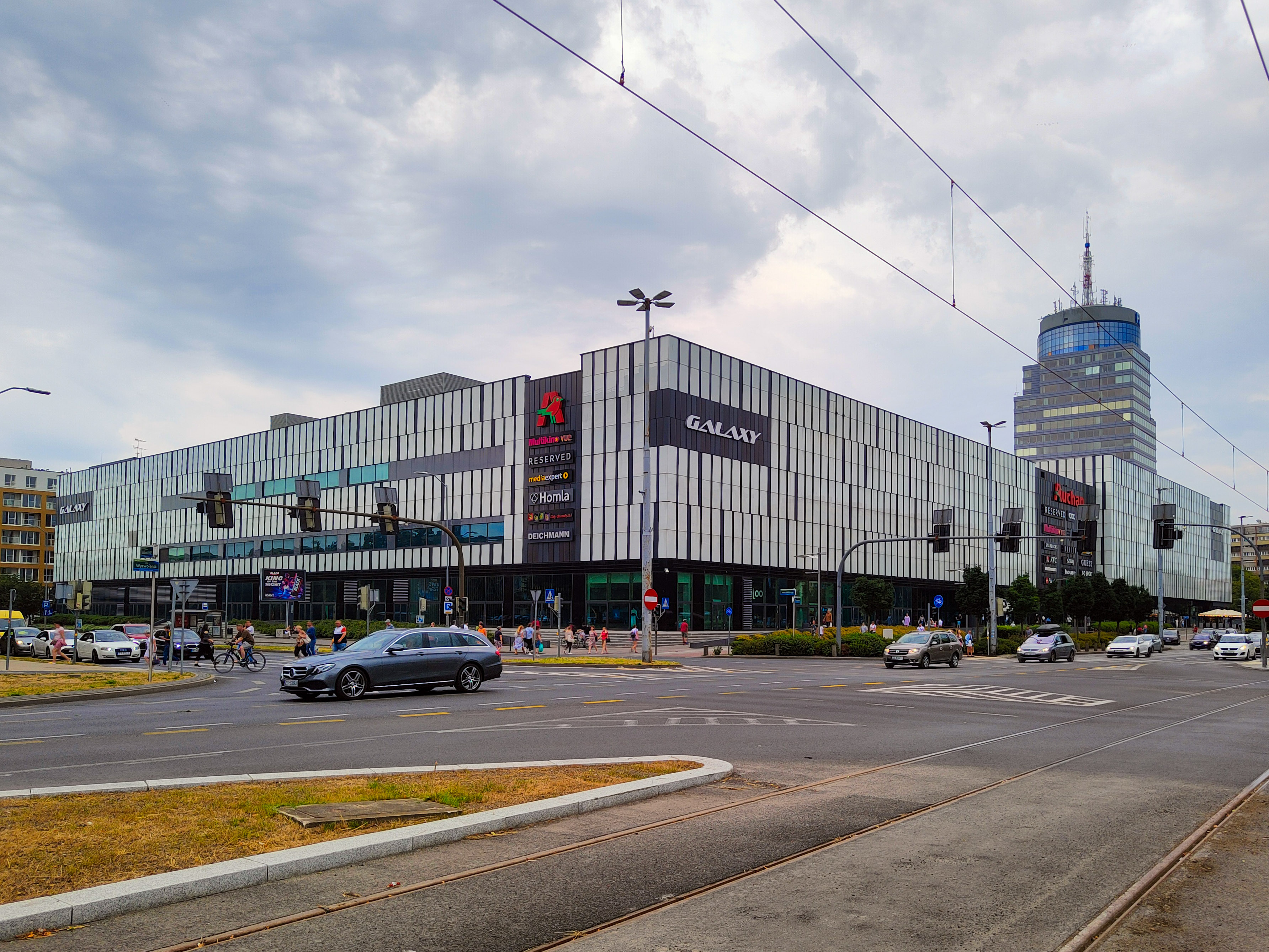
CHR Galaxy i biurowiec Pazim

Po transformacji systemowej w Polsce przywrócono zlikwidowany w 1976 podział administracyjny miasta na dzielnice i osiedla i powołano osiedle Centrum. Rozpoczął się proces zagospodarowywania pustych dotąd parcel w Centrum. 12 grudnia 1990 przy pl. Rodła wmurowano kamień węgielny pod budowę wieżowca Pazim, zaprojektowanego przez Miroslava Genga i Ivo Majorunca. Był to pierwszy budynek powstały na niezagospodarowanym od czasów powojennych terenie przy alei Wyzwolenia. Wieżowiec oddano do użytku w listopadzie 1992. W jego sąsiedztwie, przy skrzyżowaniu ulic Piłsudskiego i Matejki, wzniesiono biurowiec Pomeranus dla Zakładu Ubezpieczeń Społecznych. W latach 2007–2010 przy ul. Piłsudskiego 27 wybudowano nową kamienicę; był to pierwszy budynek na terenie Centrum powstały w nurcie postmodernistycznej retrowersji. Od kwietnia 2022 na terenie osiedla Centrum przy ulicy Piłsudskiego 40, w zmodernizowanym budynku dawnej przychodni lekarskiej i liceum, mieści się Urząd Marszałkowski Województwa Zachodniopomorskiego.

#### Rewitalizacja zabudowy kamienicznej

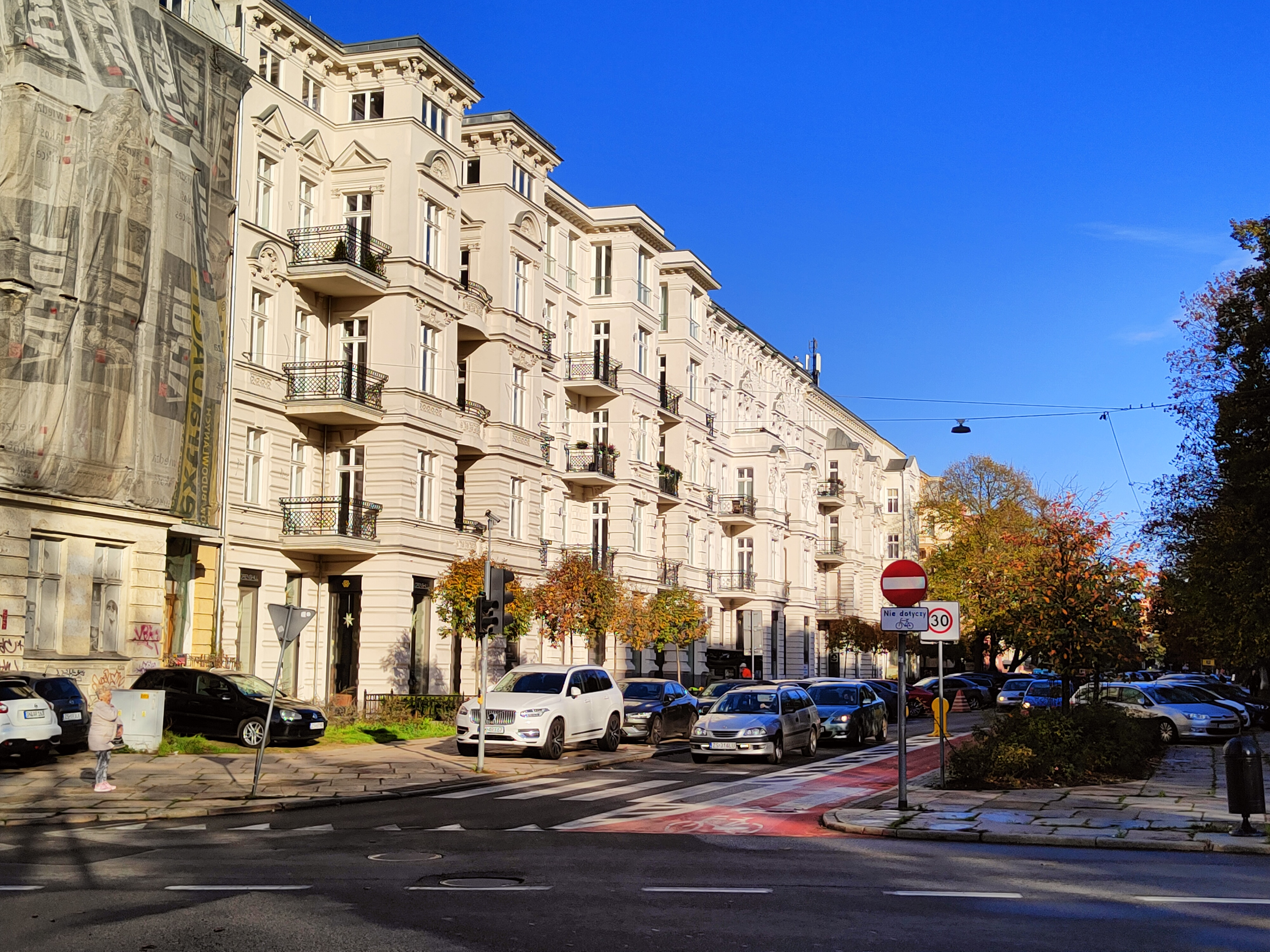
Ulica Śląska z kamienicami zrewitalizowanymi przez prywatny podmiot

W 1992 miejski Zespół Koordynacji ds. Renowacji stworzył Strategię Renowacji Śródmieścia Szczecina, którą Rada Miasta przegłosowała w 1993. Wybrano dwojaki sposób finansowania pilotażowej inwestycji: odnowieniem kwartału nr 27 (osiedle Turzyn) miało zająć się miasto, a modernizację pięciu kwartałów w Centrum zamierzano zrealizować w ramach spółki z prywatnym inwestorem. W 1993 Szczecińskie Centrum Renowacyjne (SCR) podpisało umowę z norweską firmą URGN, lecz w 1998 została ona rozwiązana wobec braku zrealizowania planu rewitalizacji. W następstwie zawarto umowę z firmą American Retail System.
W styczniu 2002 rozpoczęło renowację komunalnych kamienic w kwartale nr 22 ograniczonym ulicami Bogusława, Wojska Polskiego i Jagiellońską. Zakres remontu objął m.in. wyburzenie oficyn, modernizację dachu, wnętrza i fasad, wymianę stolarki okiennej i drzwiowej, a prace zakończono w 2008. Jako następny, od 2010 modernizację miał przechodzić kwartał nr 21 ograniczony ulicami Jagiellońską, Bogusława X, Bałuki i Śląską, a zakończenie prac planowane było na 2015. Szybko jednak przerwano prowadzone prace i w 2012 cztery kamienice sprzedano prywatnemu inwestorowi ze Szwecji. W lipcu 2013 SCR zlikwidowano, a jego majątek przejęło TBS Prawobrzeże. W 2020 TBS sprzedał kolejne kamienice wymagające remontu i jednocześnie zapowiedział chęć zbycia udziałów w pozostałych.

#### Modernizacja ulic

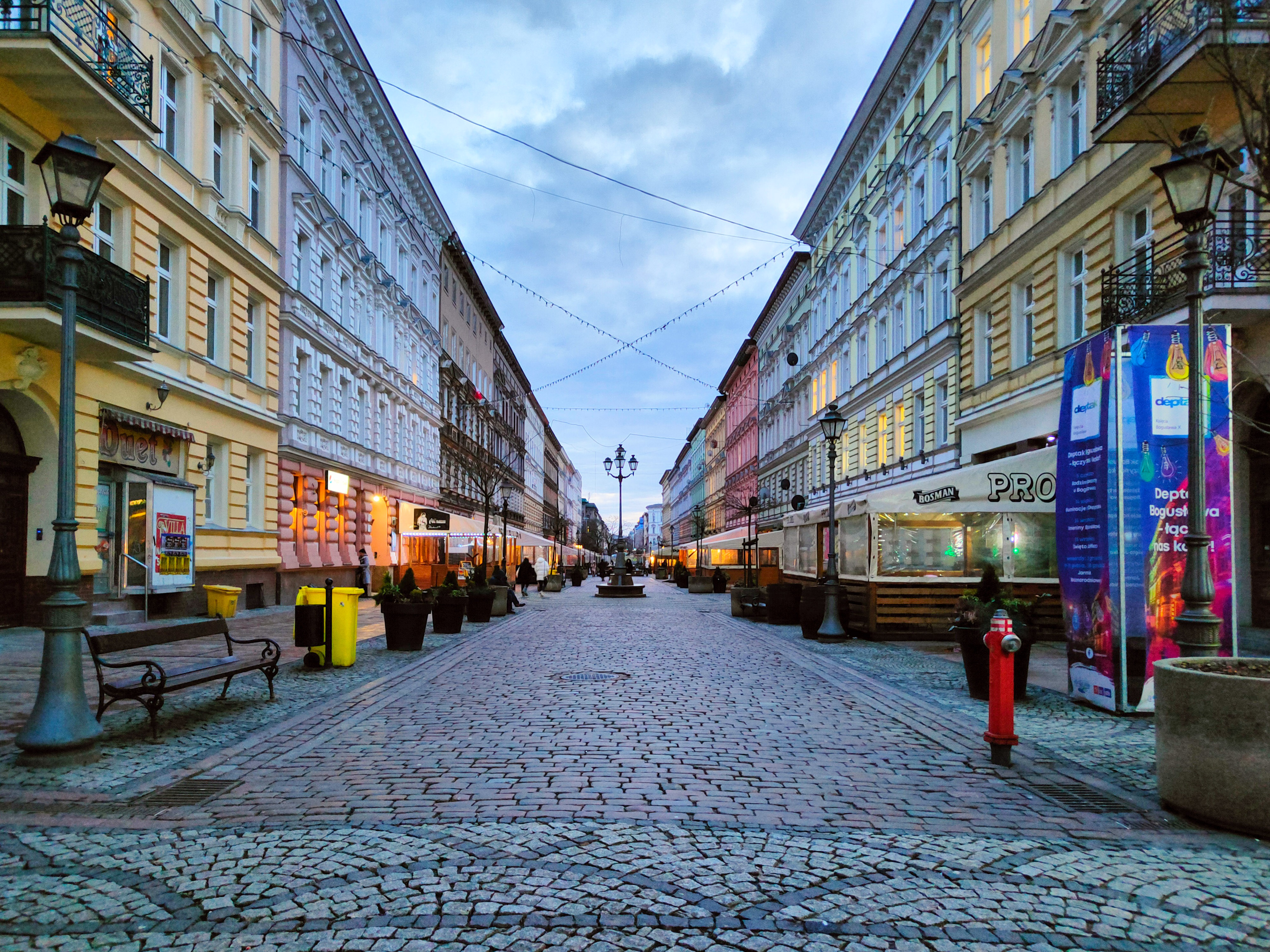
Deptak Bogusława, po prawej kamienice zrewitalizowane przez SCR

W latach 1998–2000 odcinek ulicy Bogusława zamknięto dla ruchu pieszego i przebudowano na strefę pieszą, zwaną potocznie Deptakiem Bogusława. W kolejnych latach planowano przekształcenie w strefę pieszą ulic Rayskiego, Monte Cassino i Jagiellońskiej, a centrum powstałego w ten sposób „deptaku gwiaździstego” stać się miał plac Zamenhofa. Projektu nie zrealizowano, poprzestając na przebudowie tylko jednej ulicy.
Lata 10. i 20. XXI w. przyniosły modernizację ulic na terenie Centrum połączoną z wprowadzeniem większej ilości zieleni, małej architektury, stylowej nawierzchni i oświetlenia oraz uspokojeniem ruchu. W 2015 w ramach miejskiego programu „Zielone Przedogródki Szczecina” odtworzono historyczny wygląd klombów przed kamienicami przy alei Jana Pawła II. W 2017 wyremontowano ulicę Jagiellońską na odcinku od alei Wojska Polskiego do placu Zamenhofa włącznie. Na początku 2020 odbył się przetarg na remont alei Jana Pawła II od placu Grunwaldzkiego do ulicy Felczaka. Prace zakończyły się 1 kwietnia 2022 r. Pod koniec 2020 ogłoszono przetarg na przebudowę alei Wojska Polskiego od placu Zwycięstwa do placu Szarych Szeregów. W ramach inwestycji m.in. wprowadzono strefę tempo 30, posadzono platany i krzewy ozdobne, wymieniono nawierzchnie chodników i jezdni oraz wyeksponowano historyczny fragment torowiska tramwajowego.

## Architektura i urbanistyka

### Architektura
Przed II wojną światową obszar obecnego osiedla zabudowany był niemal w całości kamienicami w stylu eklektycznym lub secesyjnym. Wskutek bombardowań alianckich zniszczeniu uległa większość kamienic na zachód od ulicy Śląskiej (między Wielkopolską a pl. Grunwaldzkim) i od alei Jana Pawła II (między pl. Grunwaldzkim a pl. Żołnierza Polskiego). Po wojnie wypalone ruiny w tej części osiedla rozebrano, pozostawiając nieliczne lepiej zachowane budynki. W latach 50. XX w. zbudowano trzy bloki mieszkalne w stylu realizmu socjalistycznego (Śródmiejska Dzielnica Mieszkaniowa), a od początku lat 60. XX w. stawiano już budynki wyłącznie w stylu modernistycznym. Część wschodnia osiedla poniosła mniejsze straty. Zachowała się tu większość kamienic, w tym wiele z oryginalnym wystrojem elewacji i dachu. Na uwagę zasługują m.in. dwie kamienice w stylu neogotyckim przy ul. Wielkopolskiej 15 i 16, secesyjna kamienica przy ul. Wojciecha 1 czy eklektyczna kamienica Mintza. Natomiast wolne parcele w latach 60. XX w. zabudowano wielokondygnacyjnymi blokami w stylu modernizmu. Od lat 90. XX w. na wolnych działkach na obszarze całego osiedla powstają budynki mieszkalne w stylu postmodernizmu, mniej lub bardziej nawiązujące do zachowanej zabudowy kamienicznej.

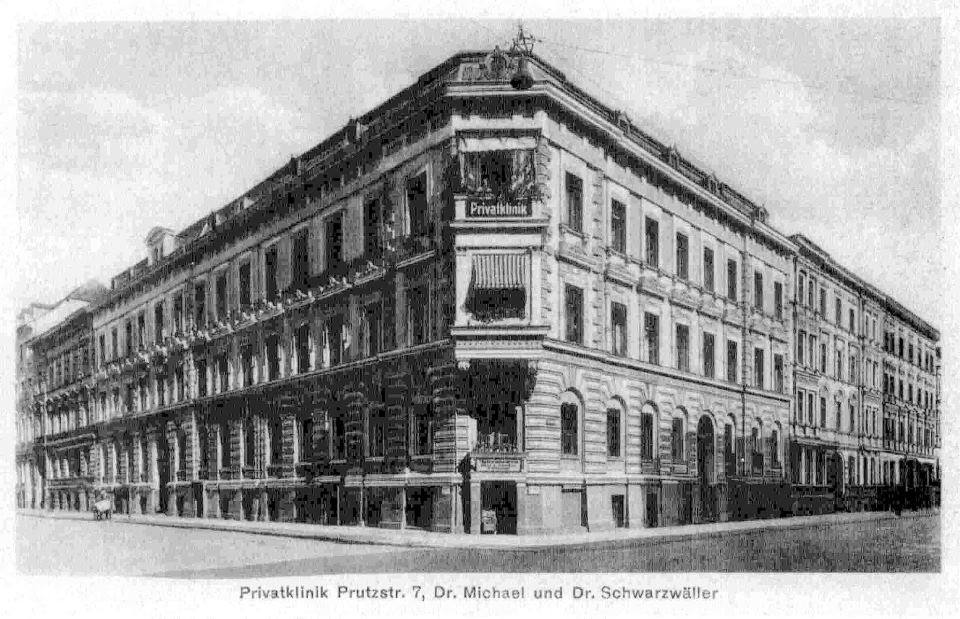
Przykład nieistniejącej zabudowy wschodniej części osiedla
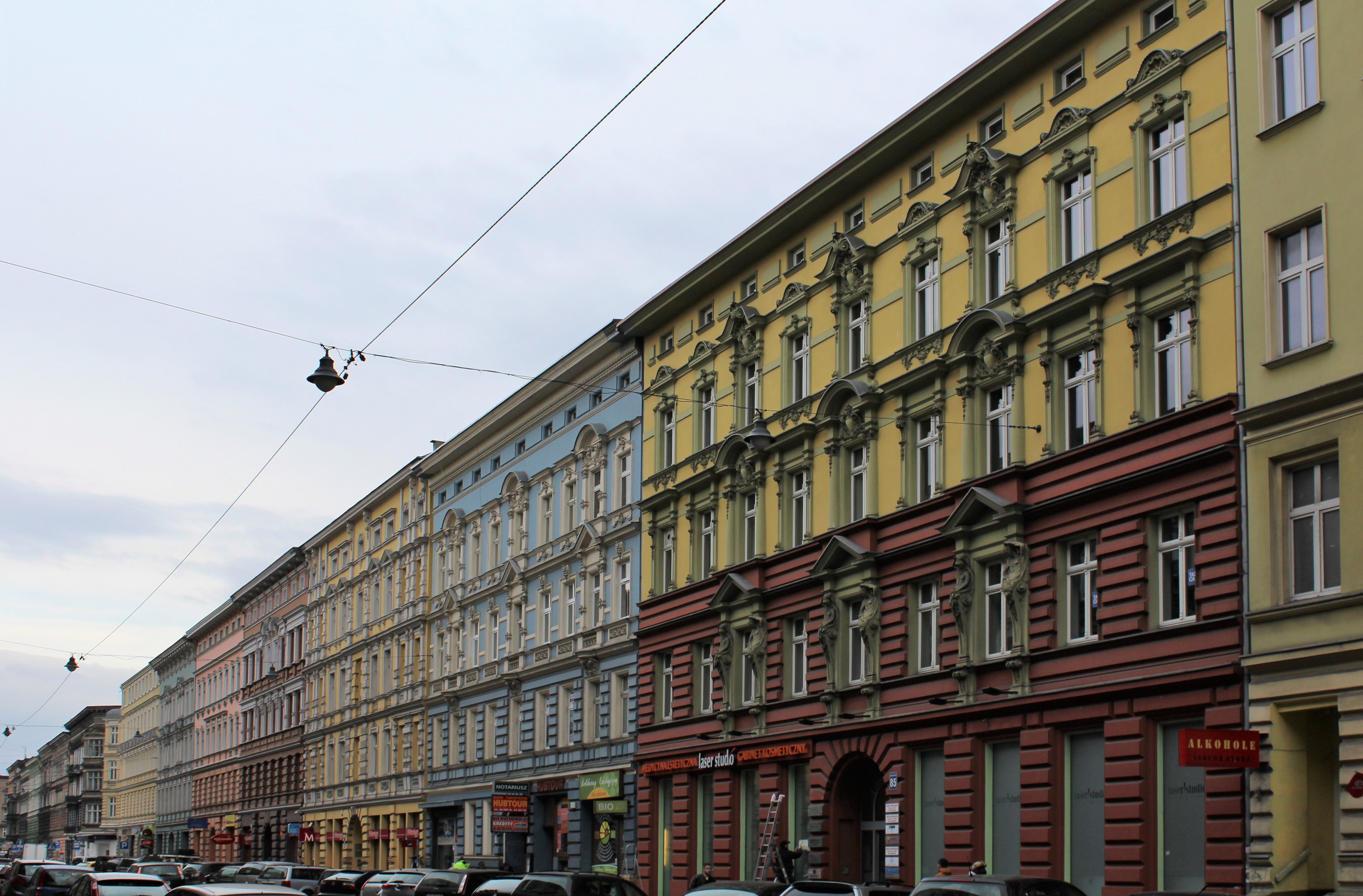
Eklektyczne kamienice z końca XIX w. przy ul. Jagiellońskiej
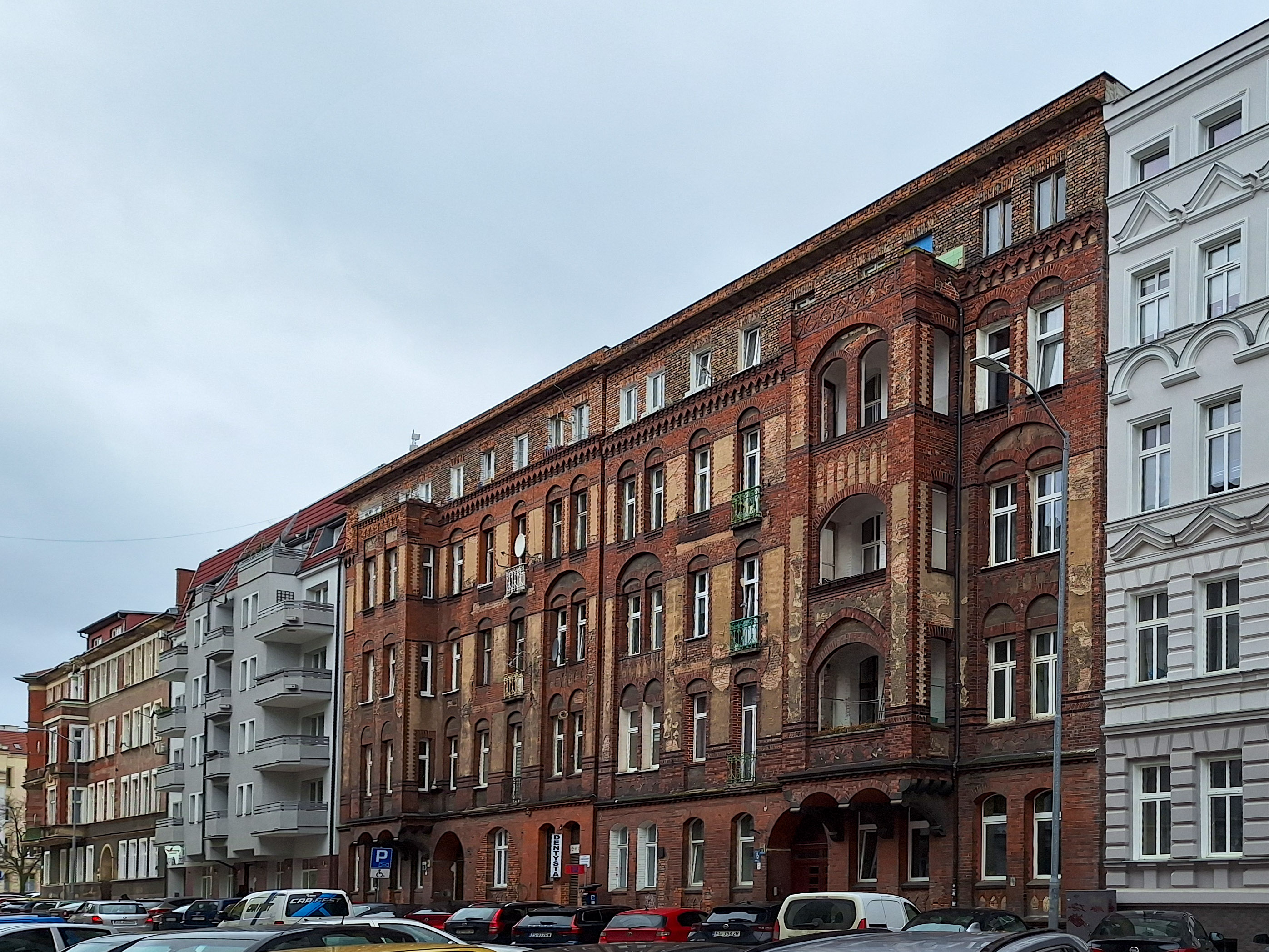
Neogotyckie kamienice przy ul. Mazurskiej
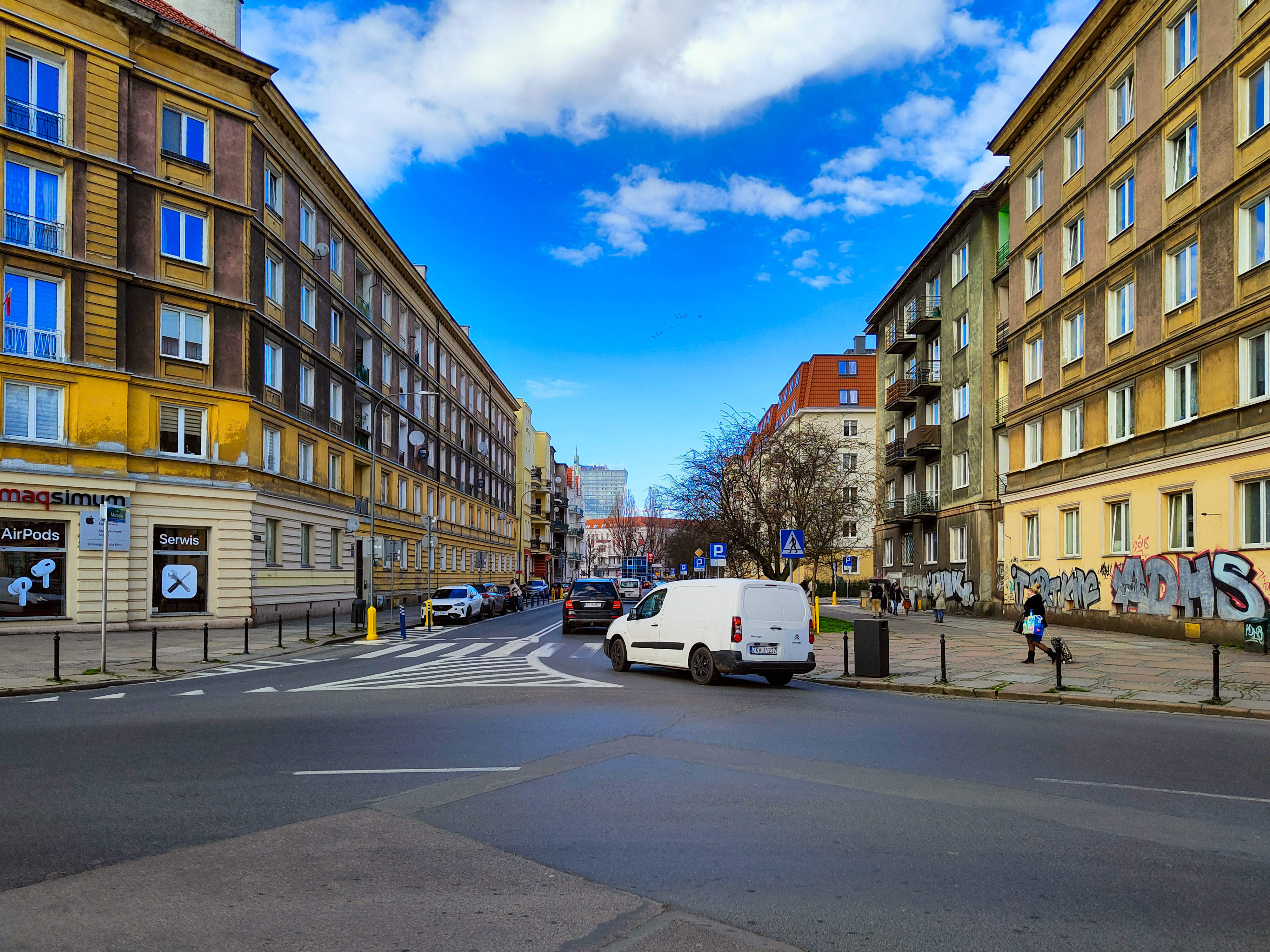
Socrealistyczna zabudowa ul. Mazurskiej
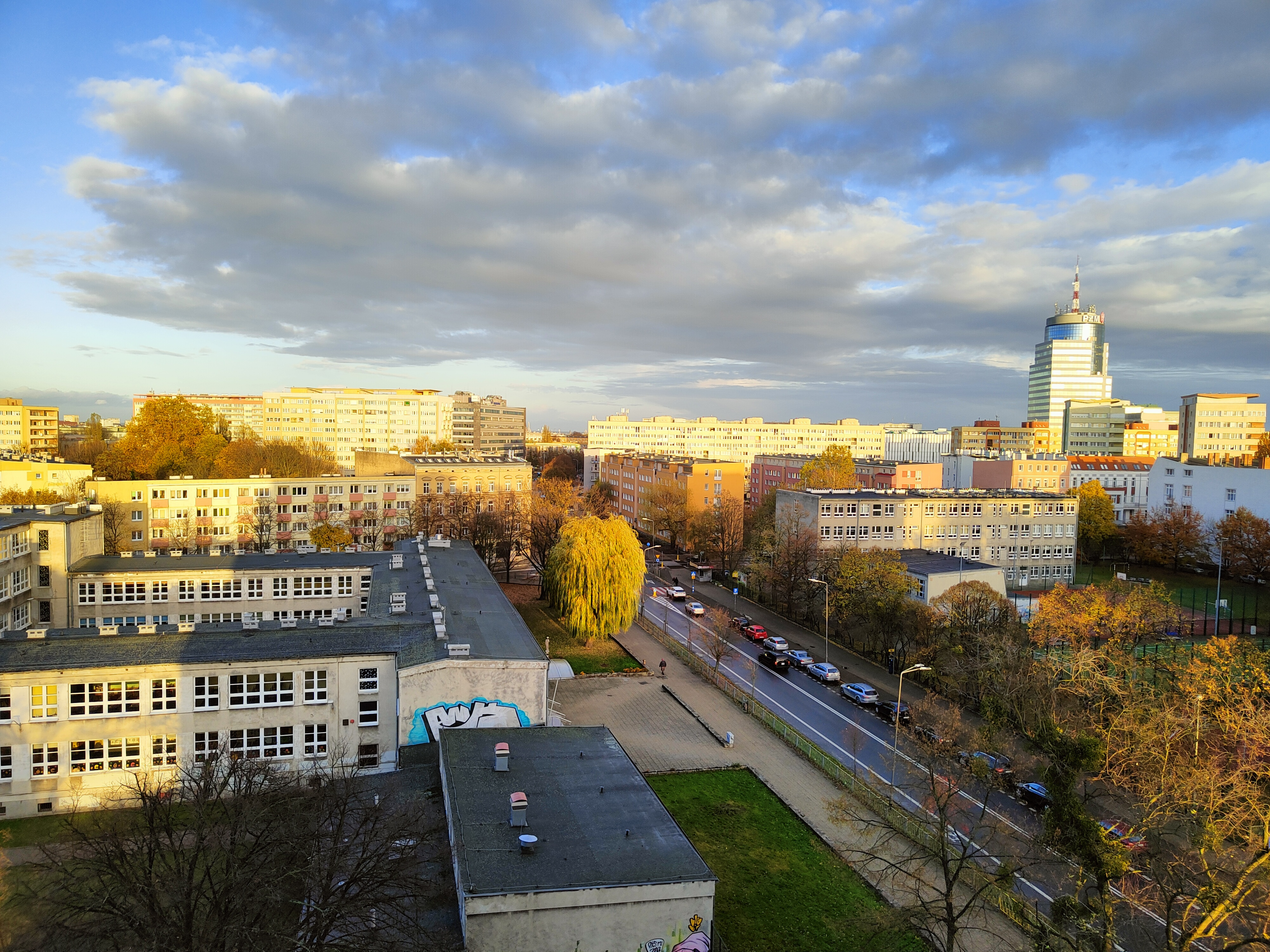
Modernistyczna zabudowa wokół ul. Rayskiego
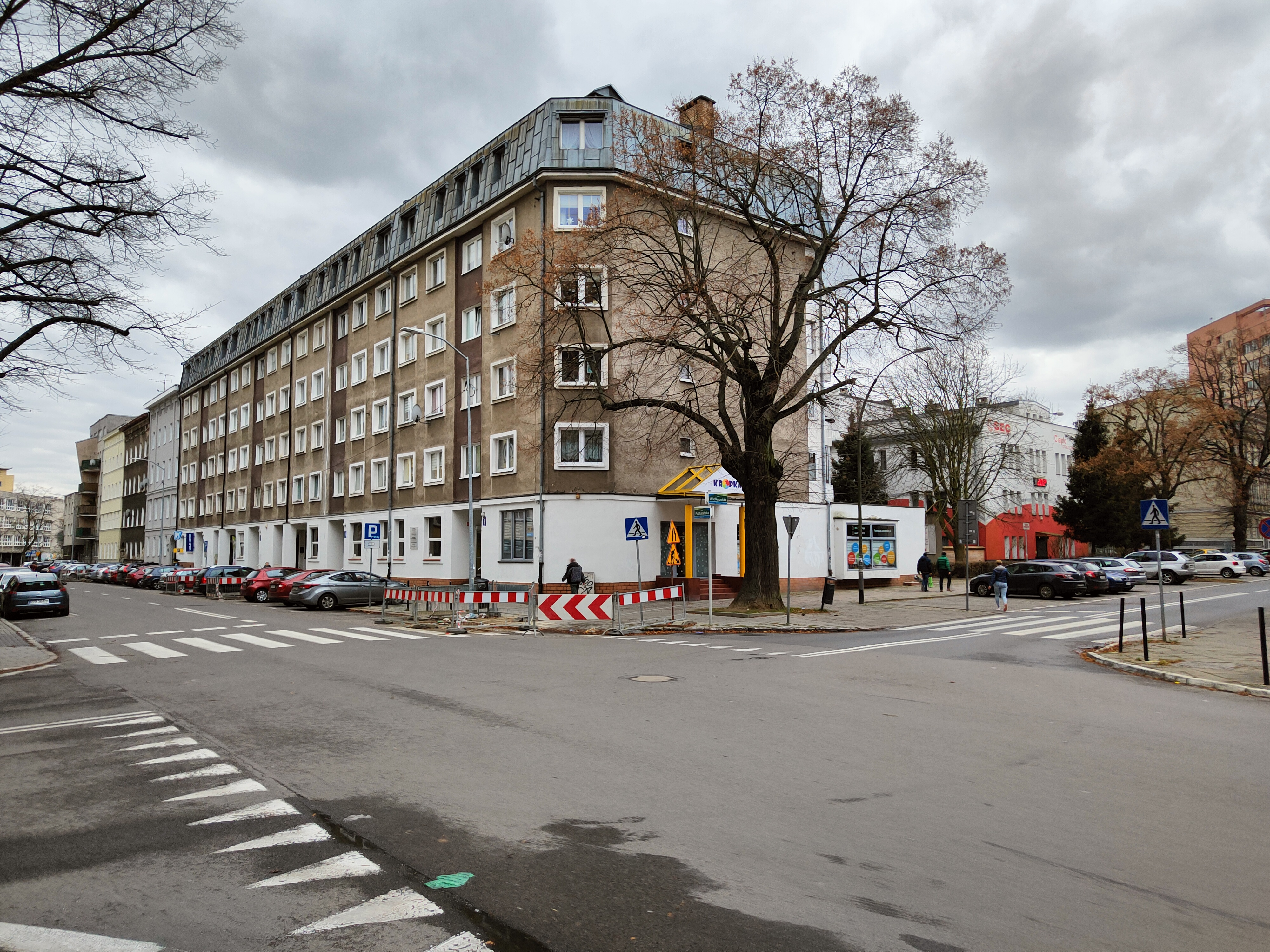
Postmodernistyczny blok przy ul. Podhalańskiej

### Urbanistyka

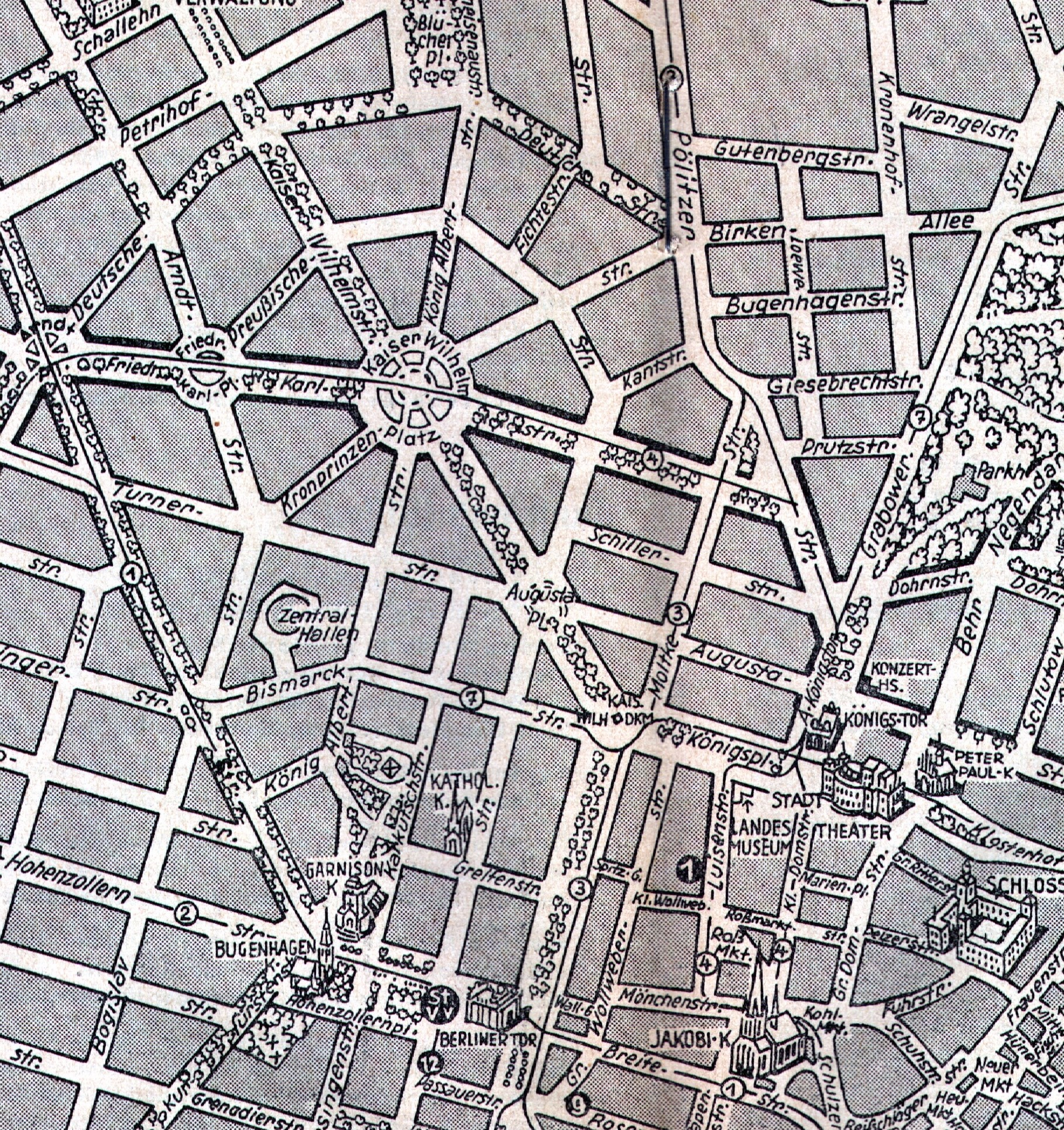
Mapa dzisiejszego obszaru Centrum z 1939 r.

Układ urbanistyczny na terenie dzisiejszego osiedla Centrum cechuje się placami gwiaździstymi i promieniście rozchodzącymi się od nich ulicami. Na osi ulicy Piłsudskiego leżą trzy takie place: Grunwaldzki, Odrodzenia i Szarych Szeregów. Na osi alei Wojska Polskiego zlokalizowany jest plac Zgody. Na osi alei Jana Pawła II (oprócz placu Grunwaldzkiego) leży kwadratowy plac Lotników. Dodatkowo między placem Grunwaldzkim a placem Zgody znajduje się półkoliste skrzyżowanie z promieniście wybiegającymi ulicami, które po II wojnie światowej nazwano placem Ludwika Zamenhofa.
W 1978 we wschodniej części dzisiejszego osiedla dokonano zmian w układzie urbanistycznym. Zlikwidowano kilka ulic, których zabudowa uległa całkowitemu zniszczeniu w czasie bombardowań alianckich. W tym samym czasie poszerzono i zmieniono przebieg alei Wyzwolenia oraz wytyczono plac Rodła.

### Zabytki i obiekty historyczne

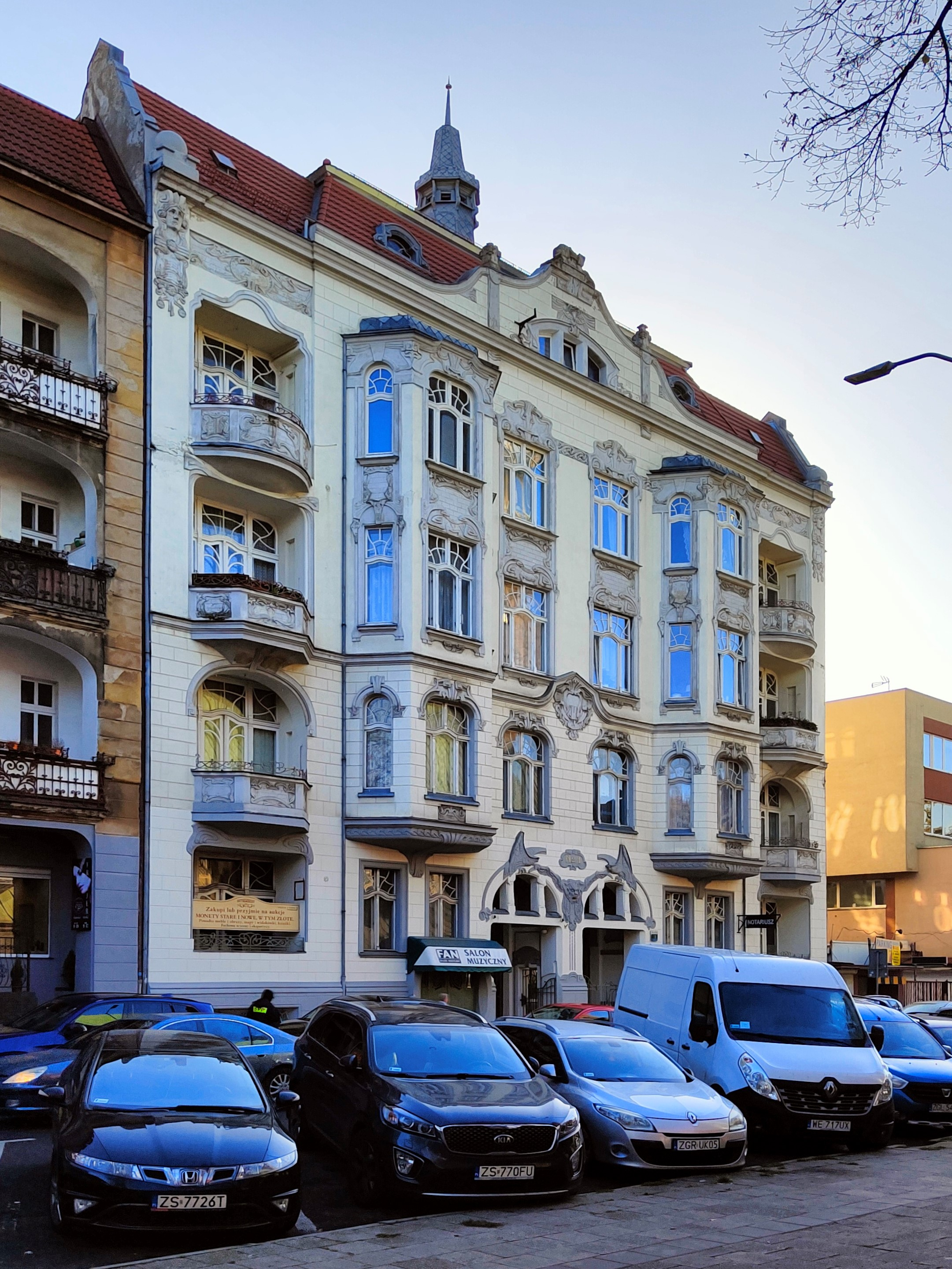
Kamienica przy ul. św. Wojciecha 1

Na obszarze Centrum znajdują się następujące obiekty wpisane do rejestru zabytków:
- Pałac Ziemstwa Pomorskiego wzniesiony w latach 1890–1892
- Gmach Dyrekcji Poczty przy al. Niepodległości z 1905
- Kamienica przy ul. św. Wojciecha 1 wzniesiona w latach 1902–1903
- Kamienica przy al. Jana Pawła II 11
- Budynek przy al. Jana Pawła II 37–37a
- Kamienica przy ul. Piłsudskiego 7 z 1894
- Kamienica przy ul. Śląskiej 38 z 1892
- Kamienica przy ul. Malczewskiego 34
- Kamienica przy ul. Bałuki 12
- Kamienica przy ul. Bałuki 24
- Kamienica Augusta Mintza z 1898 r. (al. Jana Pawła II 42)
- Kościół Najświętszego Serca Pana Jezusa wzniesiony w latach 1913–1919 (pl. Zwycięstwa 3)
- Bazylika św. Jana Chrzciciela z 1890 r. (ul. Bogurodzicy 3a)
- Pomnik Bartolomeo Colleoniego (plac Lotników)

### Pomniki i tablice pamiątkowe

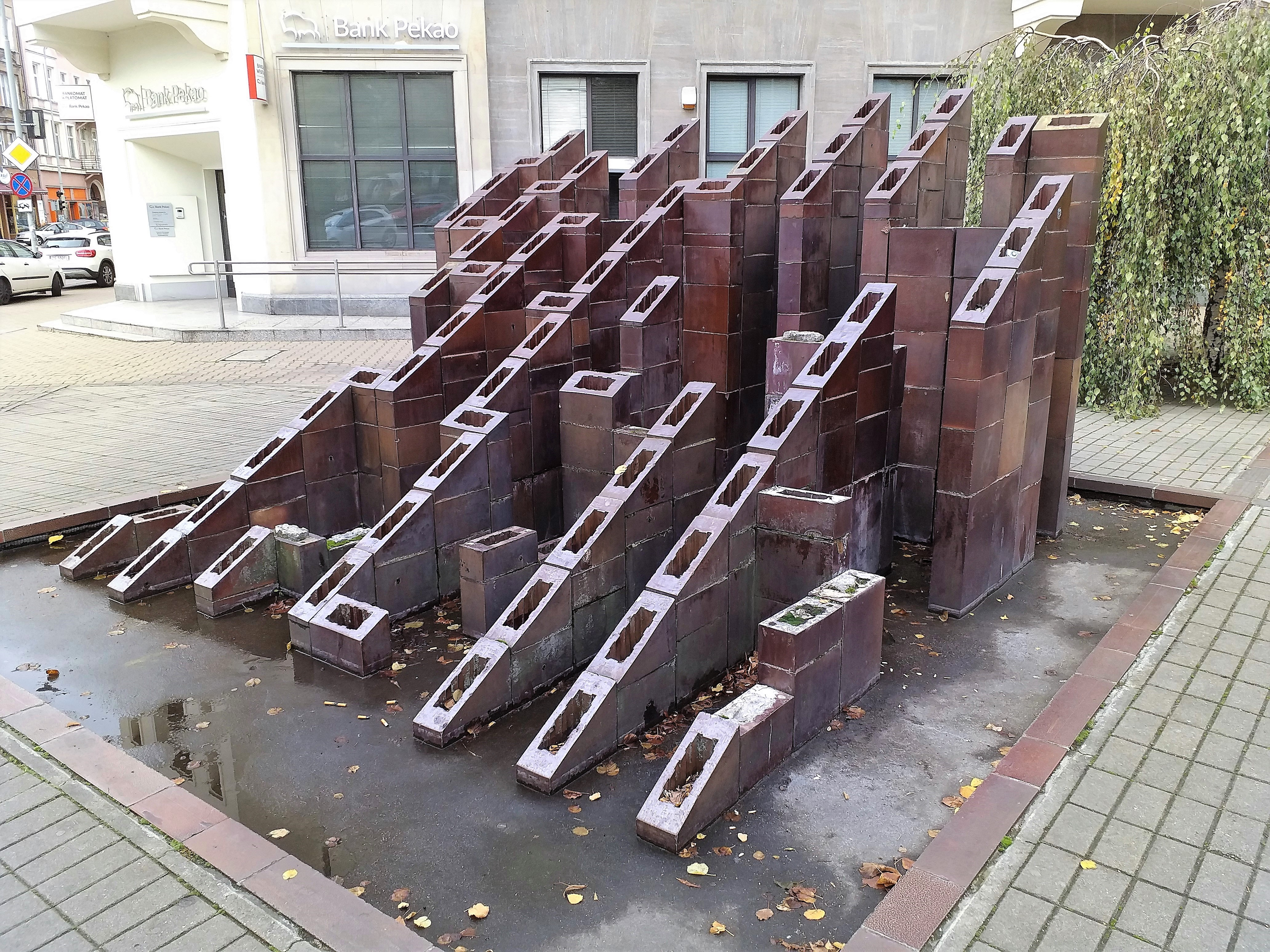
Rzeźba Labirynt

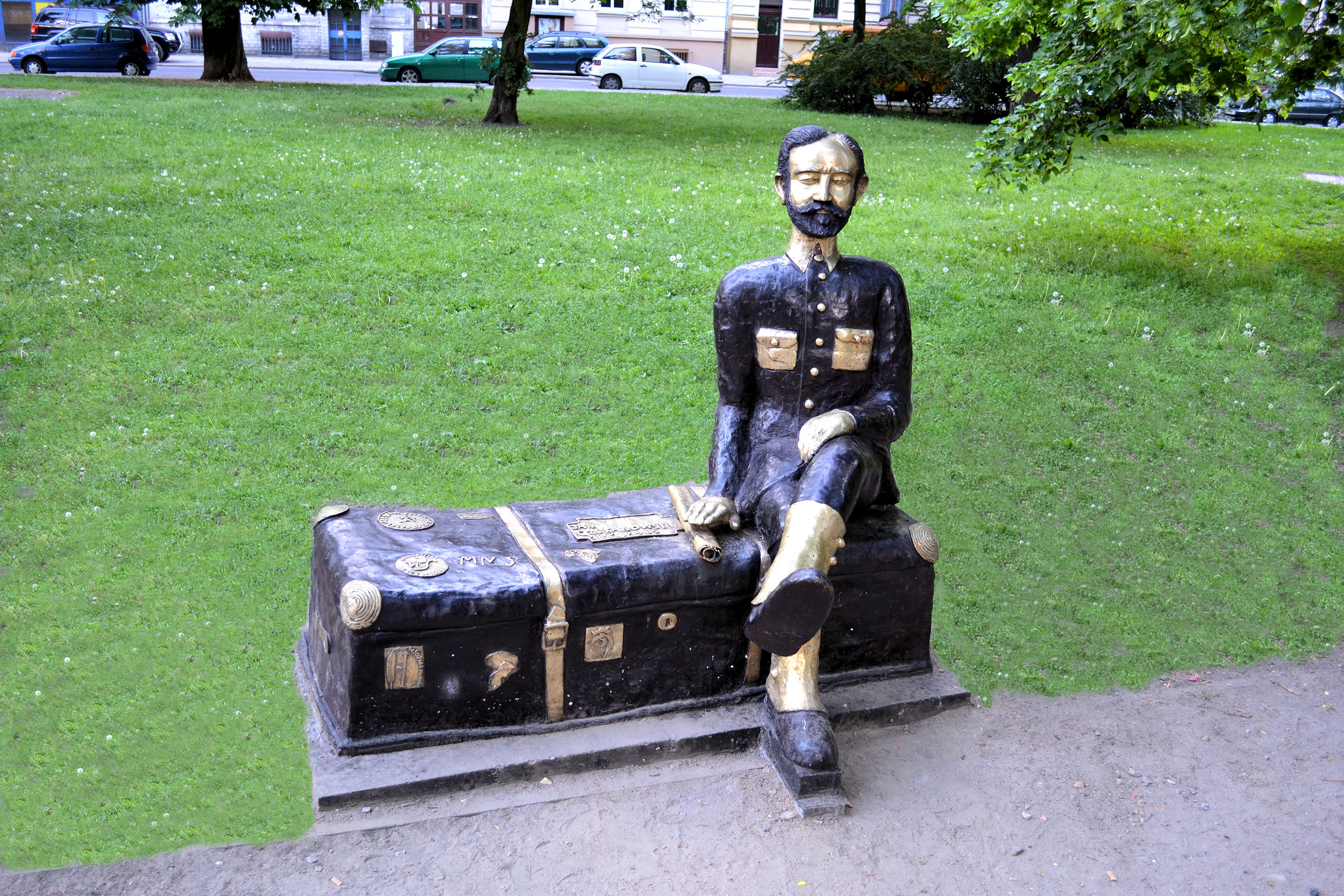
Ławeczka Jana Czekanowskiego

Istniejące pomniki i tablice pamiątkowe:
- Tablica pamiątkowa poświęcona Czesławowi Piskorskiemu (ul. Mazurska 21)
- Tablica pamiątkowa poświęcona Henrykowi Ostachiewiczowi (al. Jana Pawła II 41)
- Tablica pamiątkowa poświęcona Romanowi Łyczywkowi (ul. Rayskiego 23)
- Tablica pamiątkowa poświęcona Domowi Polskiemu (ul. Małopolska 3b)
- Rzeźba Labirynt (w stanie ruiny; plac Zwycięstwa)
- Ławeczka Jana Czekanowskiego (plac Władysława Andersa)
- Pomnik Rodła (plac Rodła)
- Kompozycja Skrzydła (plac Grunwaldzki)
- Kompozycja Ptaki (plac Grunwaldzki)
- Kompozycja Muszla (al. Jana Pawła II)
- Kompozycja Para (al. Jana Pawła II),
- Kompozycja Stare i Nowe (al. Jana Pawła II)
- Kompozycja Wiosna (al. Jana Pawła II)
- Kompozycja (plac Lotników)
- Ptaki (plac Lotników)
- Ptak (plac Lotników)

Nieistniejące:
- Pomnik Wdzięczności dla Armii Radzieckiej (al. Jana Pawła II)[69][70]
- Pomnik Wilhelma I (pl. Żołnierza Polskiego)[71]

## Demografia
| Okres/ l. osób | przedprodukcyjny (0–19 lat) | produkcyjny (20–60 lat) | poprodukcyjny (pow. 60 lat) | Razem  |
| -------------- | --------------------------- | ----------------------- | --------------------------- | ------ |
| Ogółem         | 2126                        | 7512                    | 5027                        | 14 665 |
| kobiety        | 1006                        | 3795                    | 3079                        | 7880   |
| mężczyźni      | 1120                        | 3717                    | 1948                        | 6785   |

W latach 2010–2015 osiedle Centrum było najszybciej wyludniającym się osiedlem Szczecina – liczba ludności zmniejszyła się o 11,32%. Centrum dotknięte było wysokim udziałem osób długotrwale bezrobotnych w liczbie osób w wieku produkcyjnym: 3,28%. Bezrobotni z wykształceniem gimnazjalnym lub niższym stanowili 34,25% ogólnej liczby bezrobotnych. Liczba popełnionych przestępstw w przeliczeniu na 1000 mieszkańców wynosiła 43,8, czyniąc Centrum jednym z bardziej niebezpiecznych osiedli.
Centrum w 2024 liczyło 14 665 osób, co stanowiło wówczas 4,2% ludności miasta. Było wówczas najludniejszym osiedlem w dzielnicy Śródmieście. Gęstość zaludnienia osiedla w tym czasie wynosiła 14 238 osób/km² i była wyższa od średniej dla całego miasta wynoszącej wówczas 1174 osób/km². W tym czasie dominowały grupy osób w wieku 20–60 lat, zaś najmniej było w grupie poniżej 19 roku życia.

## Oświata

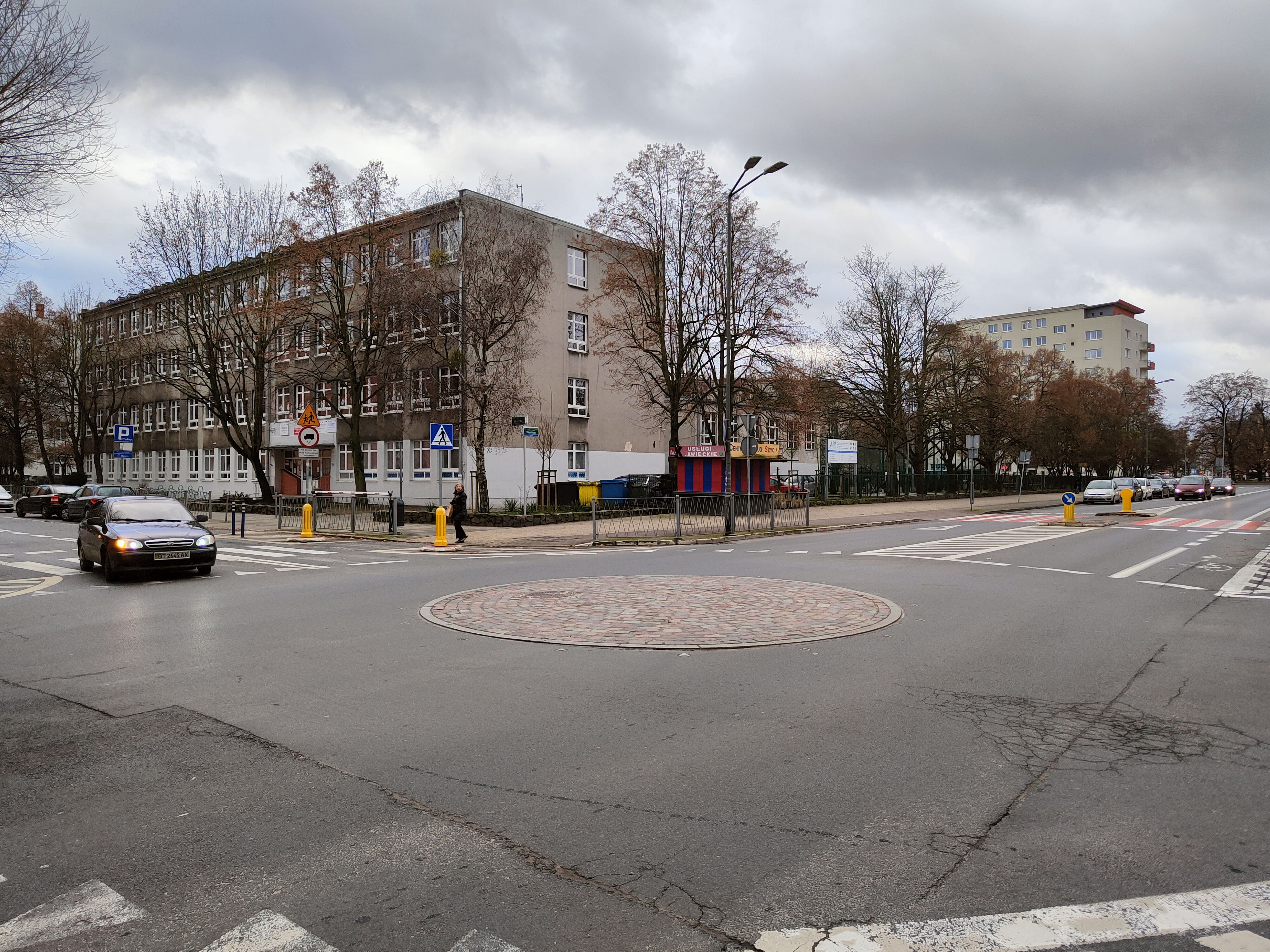
Centrum Mistrzostwa Sportowego

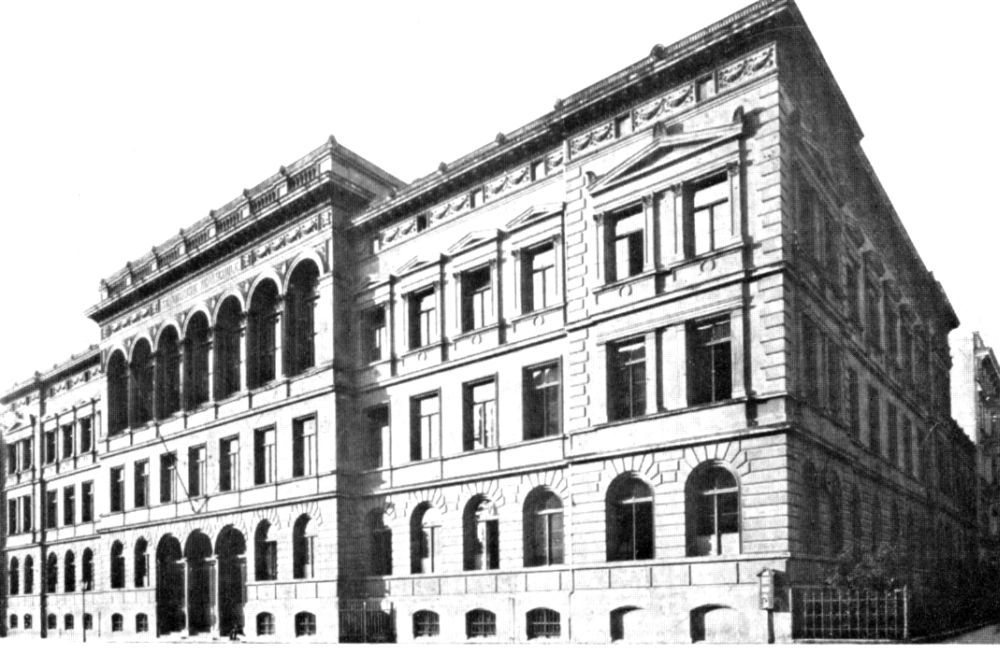
Schiller-Realgymnasium działające w latach 1881–1943

Według stanu z 2023, na terenie osiedla Centrum działają następujące placówki oświatowo-wychowawcze:
1. Przedszkola i żłobki:
  - Żłobek nr 6 „Muchomorek” (ul. Mazowiecka 11-12)
  - Żłobek nr 7 „Jarzębinka” (ul. Podhalańska 1-3)
  - Przedszkole Publiczne Nr 41 (ul. Podhalańska 5/6)
  - Niepubliczne Przedszkole „Jutrzenka” (ul. Mazowiecka 2).
2. Zespoły szkół:
  - Szkoła Podstawowa nr 54 im. Janusza Korczaka (ul. Rayskiego 9)
  - Centrum Mistrzostwa Sportowego (ul. Mazurska 40)
    - Sportowa Szkoła Podstawowa
    - Liceum Ogólnokształcące Mistrzostwa Sportowego.
3. Szkoły średnie:
  - Technikum Informatyczne SCI (ul. Mazowiecka 13).

W latach 1879–1881 przy Schillerstraße 6 wzniesiony został gmach dla Städtische Realschule (potem Schiller-Realgymnasium). Wskutek bombardowań Szczecina budynek został dwukrotnie uszkodzony: po raz pierwszy w nocy 20/21 kwietnia 1943, a po raz drugi w nocy z 16/17 sierpnia 1944 i z powodu znacznych zniszczeń nie został odbudowany. W latach 1905–1906 przy Friedrich-Karl-Straße 42 wzniesiono budynek dla Dr. Gesenius Höhere Töchterschule. Około 20 lat później został on jednak rozebrany, a na jego miejscu w latach 1927–1928 postawiono modernistyczny gmach nr 40-42, w której siedzibę znalazła szkoła Gesenius-Wegener-Oberlyzeum (powstała w 1915 z połączenia Dr. Gesenius Höhere Töchterschule z Dr. Wegener-Lyzeum). Po zniszczeniach wojennych zmieniono przeznaczenie budynku umieszczając w nim przychodnię lekarską, a od stycznia 2022 jest on siedzibą Urzędu Marszałkowskiego. Na tyłach Gesenius-Wegener-Oberlyzeum przy Schillerstraße 14-15 mieścił się trójskrzydłowy gmach szkoły podstawowej dla dziewcząt i chłopców Carl-Loewe-Schule. Został on zniszczony w nalocie bombowym w sierpniu 1944 i nie został odbudowany.

## Bezpieczeństwo publiczne i socjalne
Północna część Centrum leży w zasięgu komisariatu Policji Szczecin-Niebuszewo, a południowa w zasięgu komisariatu Szczecin Śródmieście. Granica między komisariatami przebiega ulicą Jagiellońską. Osiedle w całości leży w zakresie Oddziału Śródmieście Straży Miejskiej w Szczecinie. Centrum leży w zasięgu rejonu Jednostki Ratowniczo-Gaśniczej nr 1 Państwowej Straży Pożarnej.
Przy ul. Świętego Wojciecha 7 działa SPSZOZ „Zdroje”.

## Kultura
Na terenie osiedla centrum funkcjonują dwie filie Miejskiej Biblioteki Publicznej w Szczecinie: nr 20 (ul. Śląska 21) i nr 28 (pl. Lotników 7). Oprócz tego Centrum jest siedzibą Teatru Otwartego, Teatru Małego, Muzeum Szczęścia, licznych galerii sztuki i dwóch klubów szachowych. W Centrum Handlowo-Rozrywkowym Galaxy od 2004 działa Multikino z 486 miejscami siedzącymi.

## Religia

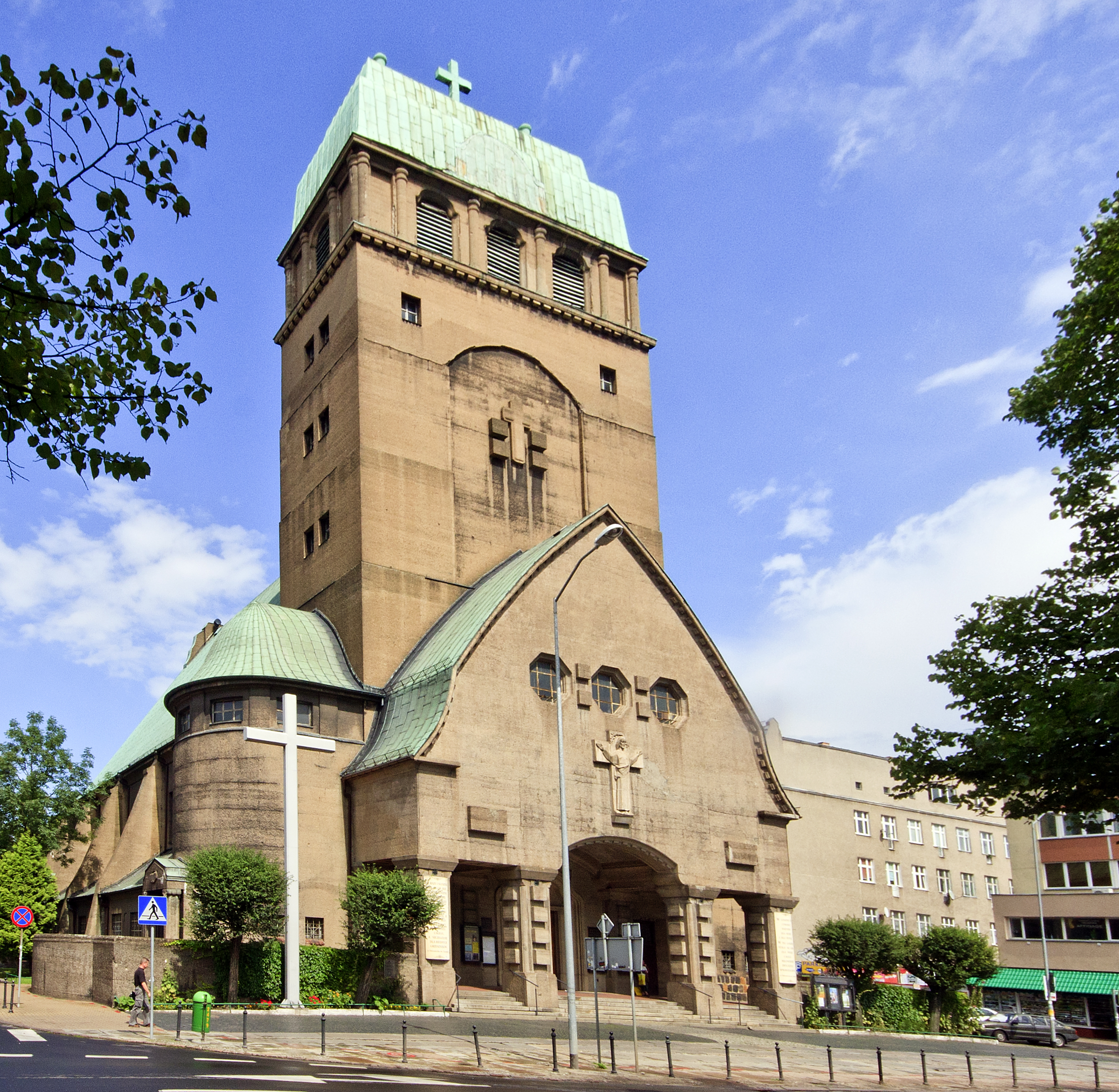
Kościół Najświętszego Serca Pana Jezusa na placu Zwycięstwa

Teren osiedla podzielony jest między cztery parafie kościoła rzymskokatolickiego: św. Jana Chrzciciela, Najświętszego Serca Pana Jezusa, św. Dominika i Świętej Rodziny.
Najstarszym kościołem w Centrum jest kościół św. Jana Chrzciciela przy dzisiejszej ulicy Bogurodzicy. 30 września 1890 dokonano jego konsekracji. Do 1931 (kiedy poświęcono nieistniejący dziś kościół Chrystusa Króla na Łasztowni) kościół ten był jedynym kościołem rzymskokatolickim w Szczecinie. Wśród parafian byli także Polacy; co czwartą niedzielę odbywały się tu nabożeństwa w języku polskim. Od 1954 był to kościół parafii św. Jakuba Apostoła, a od 5 marca 1974 jest to kościół parafii św. Jana Chrzciciela.
Budowę ewangelickiego kościoła garnizonowego (dziś Najświętszego Serca Pana Jezusa) zakończono w 1919. Do 1945 pełnił funkcję ewangelickiego kościoła garnizonowego. Zaraz po wojnie był pierwszą czynną świątynią w Szczecinie. Pierwotnie kościół należał do parafii św. Jana Chrzciciela. 5 marca 1974 nastąpiło wydzielenie z niej istniejącej do dziś parafii Najświętszego Serca Pana Jezusa.
Przed II wojną światową przy dzisiejszej ul. Podhalańskiej znajdowała się kaplica metodystów.
Przy ul. Bogusława 3 od 1995 działa najstarsza w Szczecinie świątynia buddyjska Sanboin.

## Sport i rekreacja
Funkcje sportowo-rekreacyjne Centrum zapewniają: plac generała Władysława Andersa (place zabaw, ścieżki spacerowe, siłownia zewnętrzna), boiska Szkoły Podstawowej nr 54 i Centrum Mistrzostwa Sportowego oraz place zabaw za budynkami przy ul. Rayskiego 2-4, 40-42 i Kujawskiej 7. Przed II wojną światową istniała niewielka hala sportowa przy ul. Podhalańskiej.

## Administracja i samorząd
- Rada Osiedla Centrum (al. Papieża Jana Pawła II 42)[88]
- Izba Administracji Skarbowej (ul. Roosevelta 1, 2)[89]
- Powszechny Zakład Ubezpieczeń (ul. Matejki 34)
- Sąd Rejonowy Szczecin-Prawobrzeże i Zachód (pl. Żołnierza Polskiego 16)[90]
- Urząd pocztowy nr 1 (al. Niepodległości 41)
- Urząd pocztowy nr 34 (al. Wojska Polskiego 35)

### Samorząd mieszkańców
Rada Osiedla Centrum liczy 15 członków. W wyborach do rad osiedla 20 maja 2007 udział wzięło 301 głosujących, co stanowiło frekwencję na poziomie 1,61%. W wyborach do rady osiedla 13 kwietnia 2003 udział wzięło 332 głosujących, co stanowiło frekwencję 1,59%. Samorząd osiedla Centrum został ustanowiony w 1990.

## Transport

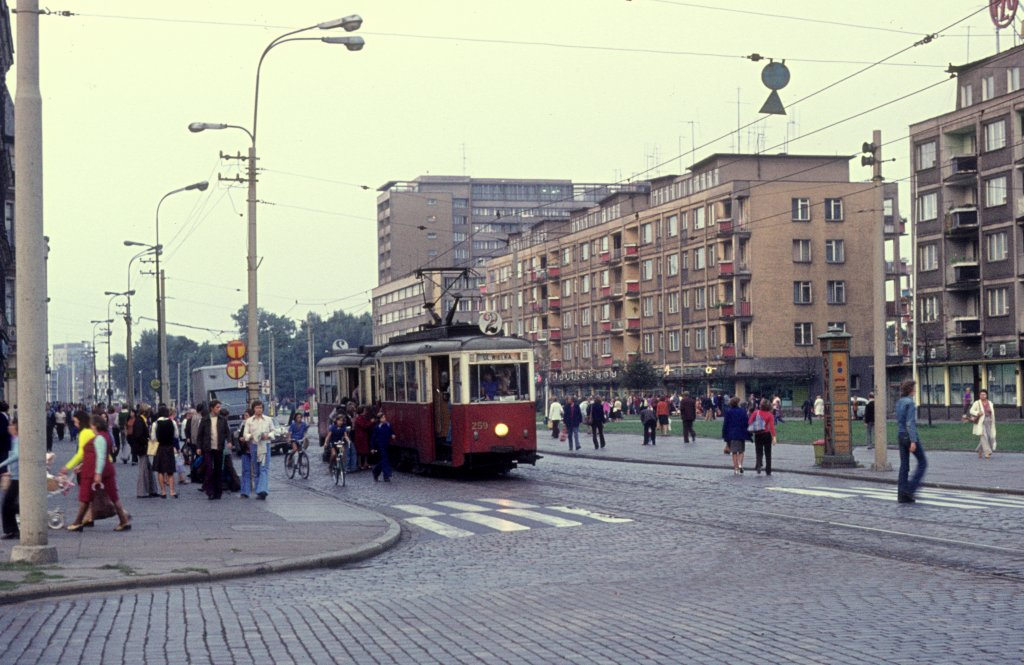
Tramwaje linii nr 2 na przystanku w alei Wyzwolenia, 1975 r.

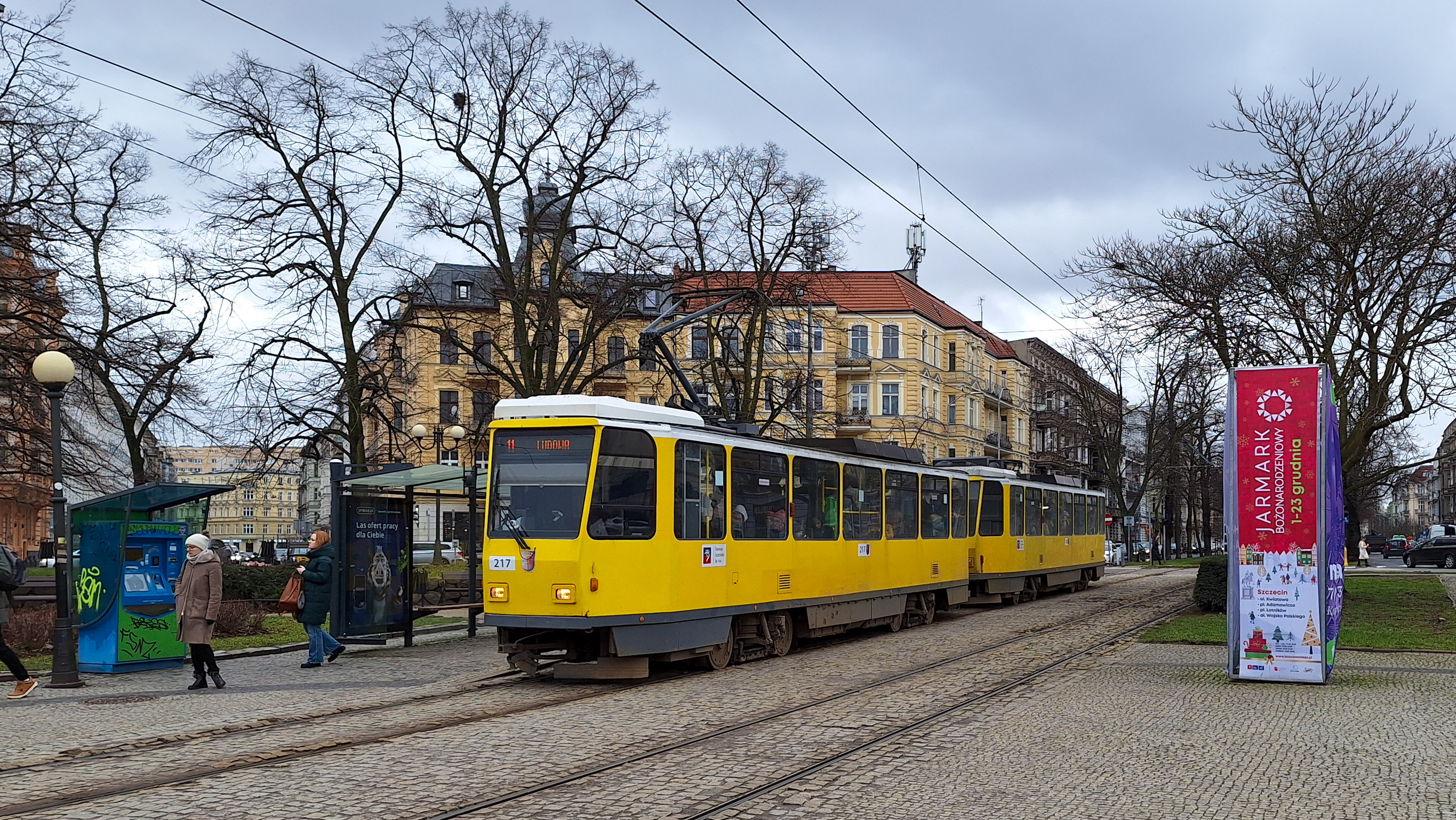
Tramwaje linii nr 11 na przystanku Plac Grunwaldzki, 2024 r.

Pierwszą linią publicznego transportu zbiorowego wiodącą przez tereny dzisiejszego Centrum była linia omnibusu konnego od Bramy Królewskiej do Cmentarza Niemierzyńskiego, uruchomiona w 1876.
23 sierpnia 1879 uroczyście otwarto pierwszą linię tramwaju konnego w Szczecinie, która wiodła od zajezdni przy ul. Piotra Skargi przez centralny odcinek alei Wojska Polskiego do browaru Elysium przy ul. Stanisława Staszica. W 1897 linia została zelektryfikowana.
W II połowie lat 40. XX w., już po przejęciu miasta przez administrację polską, zbudowano prowizoryczną linię kolei polowej w celu wywozu gruzu ze zrujnowanego śródmieścia Szczecina. Stacja początkowa znajdowała się na terenie dzisiejszego Centrum, na ówczesnym placu Józefa Stalina (dziś plac Odrodzenia).
W 1972 przebudowano torowisko tramwajowe na ulicy Buczka. Zlikwidowano tory biegnące jezdnią północną i ułożono nowe na miejscu promenady między jezdnią północną a południową.
1 grudnia 1973 decyzją prezydenta Jana Stopyry ograniczono transport tramwajowy w Centrum poprzez likwidację torowisk na alei Wojska Polskiego, ulicy Obrońców Stalingradu, ulicy Jacka Malczewskiego i części ulicy Franklina Delano Roosevelta. Jednocześnie oddano do użytku torowisko na nowym odcinku ulicy Mariana Buczka między placem Rodła a ulicą Jana Matejki.
Od 26 czerwca do 31 sierpnia 1992 MZK Szczecin i przedsiębiorstwo Kapri wykonały modernizację torowisk tramwajowych na całej długości ulicy Mariana Buczka.
15 stycznia 2020 przystąpiono do modernizacji infrastruktury tramwajowej na placu Szarych Szeregów. Wymieniono tory tramwajowe na ulicy Piłsudskiego od wspomnianego placu do placu Odrodzenia. 24 lipca 2021 rozpoczął się remont torowiska na odcinku ulicy Piłsudskiego od ulicy Matejki do ulicy Mazurskiej. W następnym roku ukończono modernizację i 27 czerwca 2022 przywrócono ruch tramwajowy.

## Wykaz ulic i placów

### Istniejące ulice i place

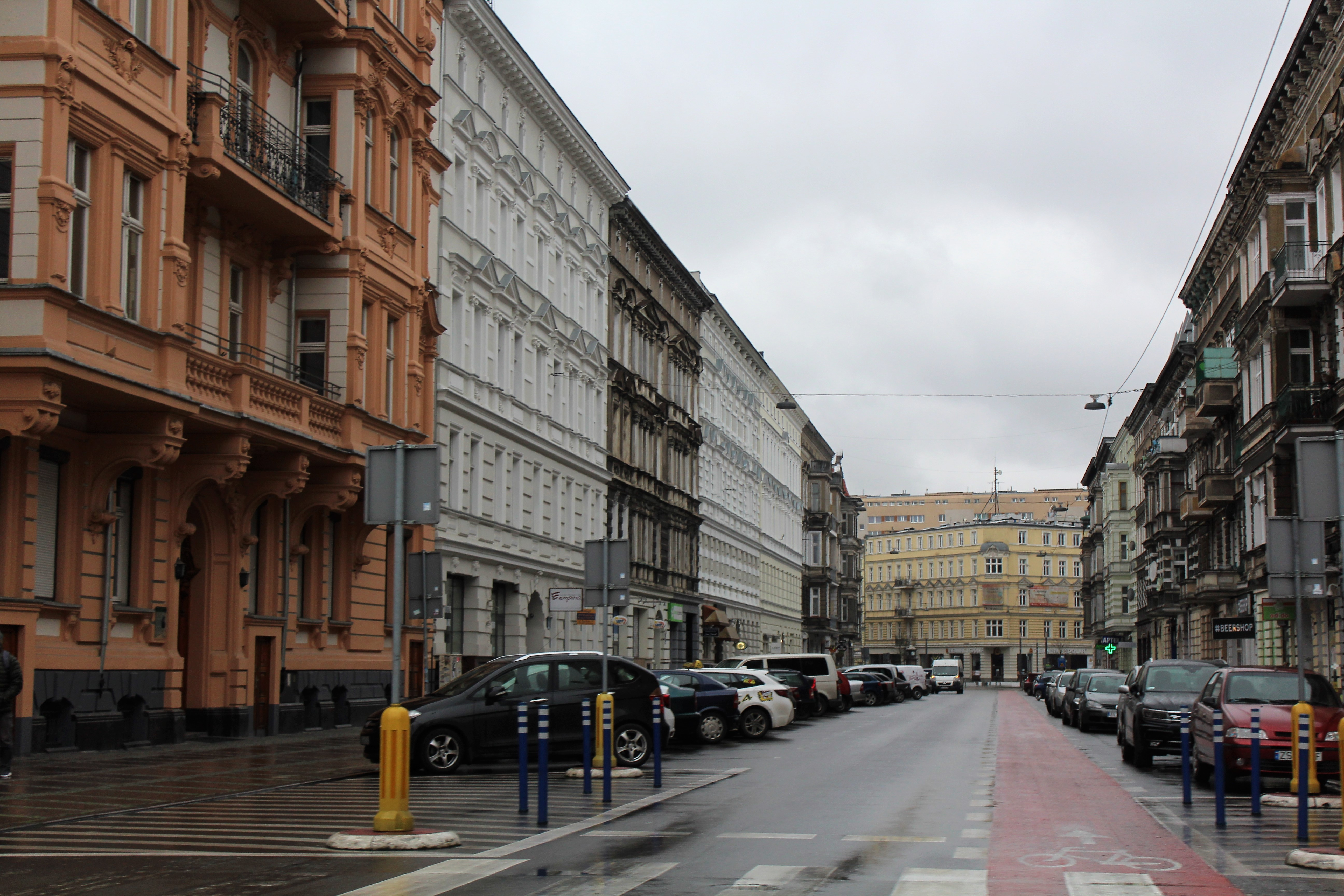
Ulica Generała Ludomiła Rayskiego

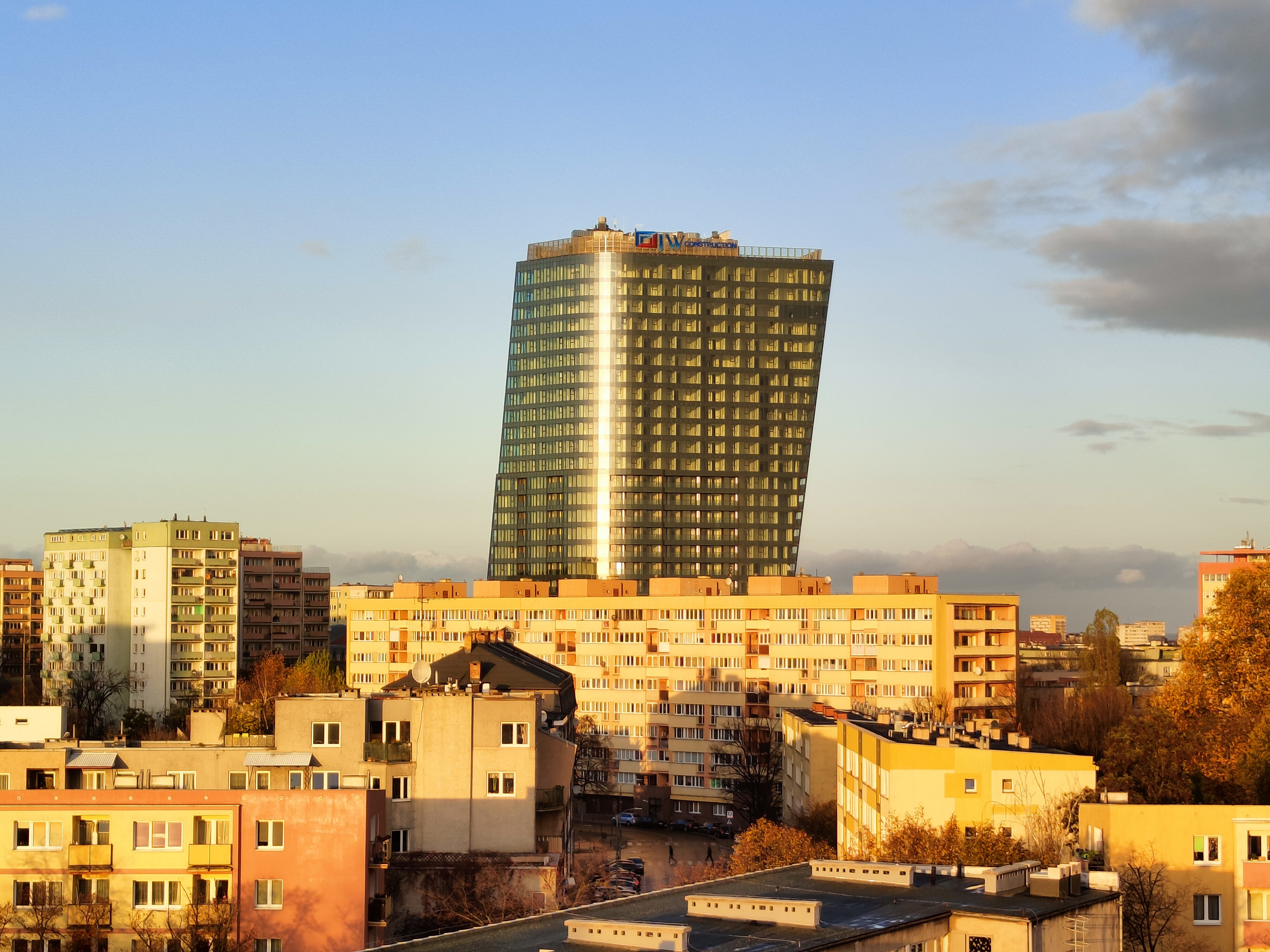
Ulica Podhalańska

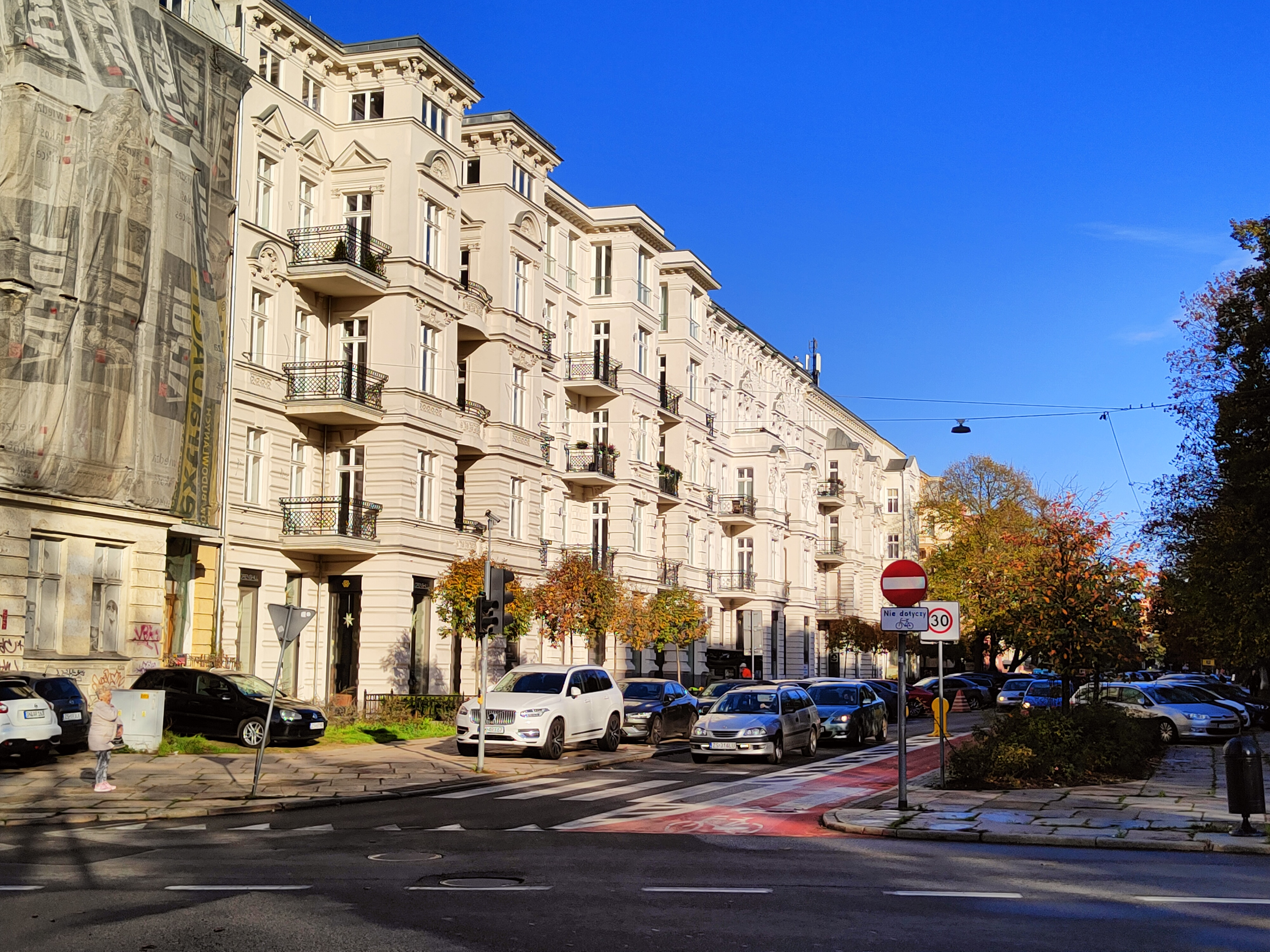
Ulica Śląska

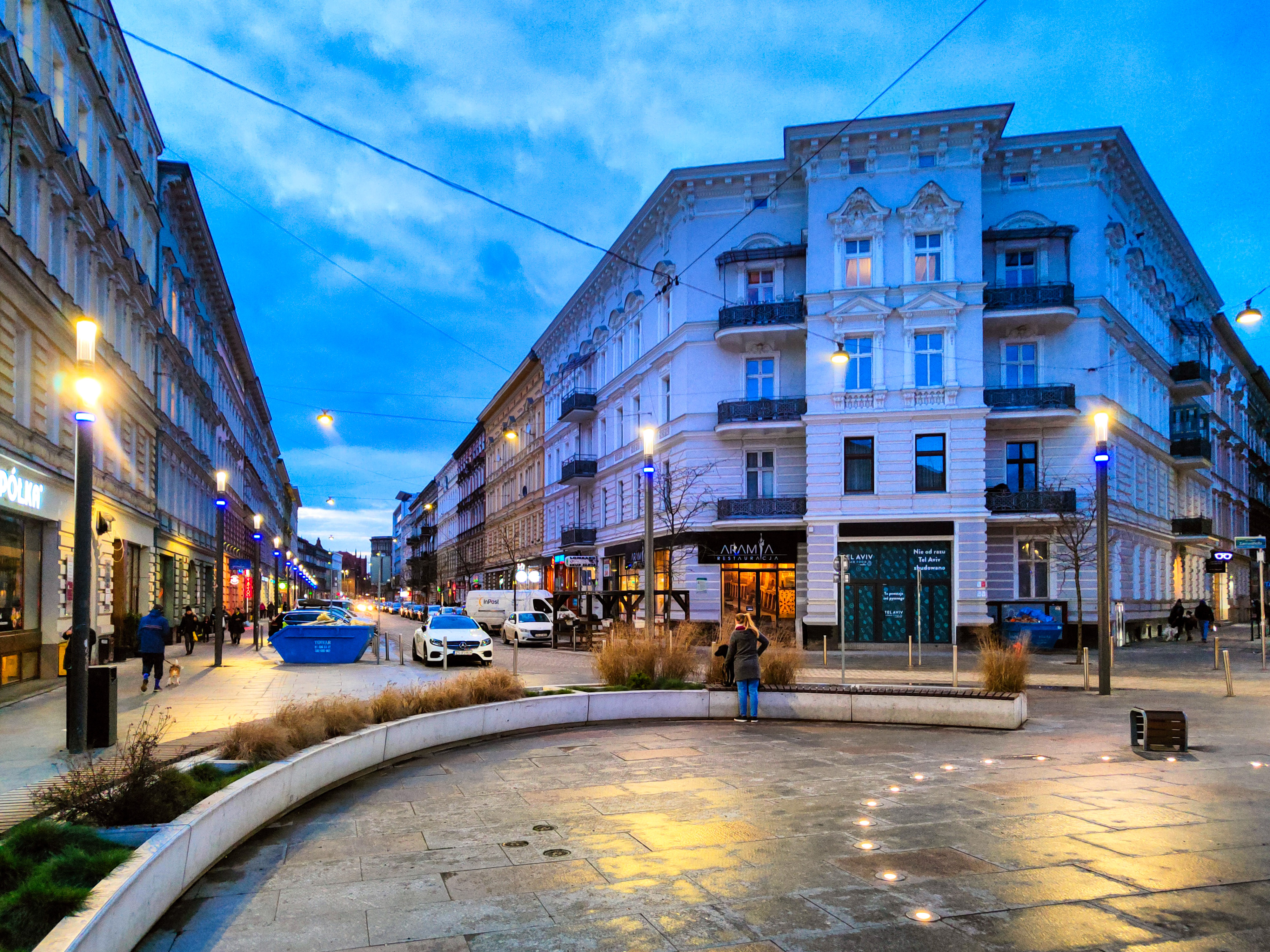
Ulica Jagiellońska

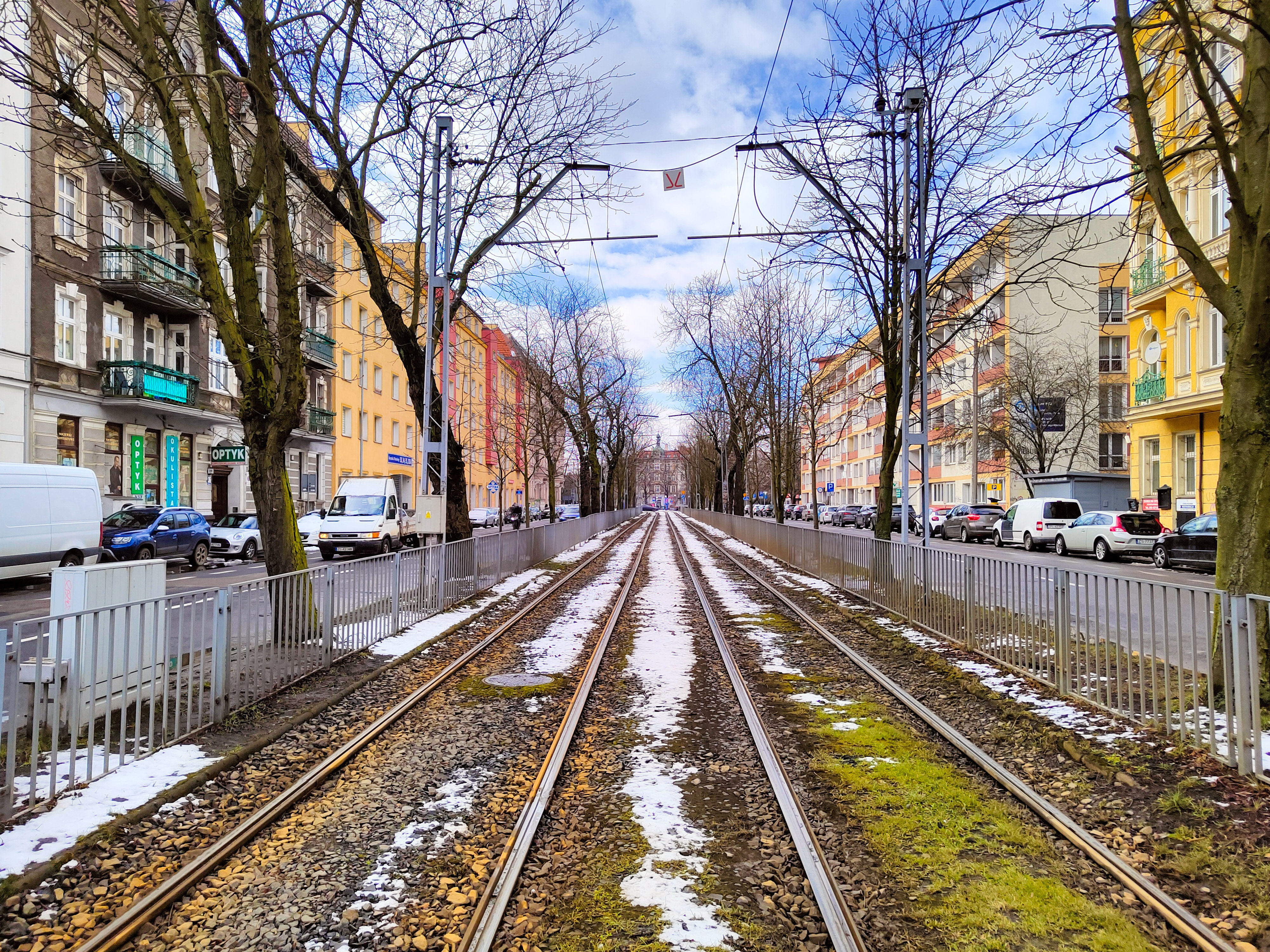
Ulica Marszałka Józefa Piłsudskiego

Wykaz istniejących ulic i placów położonych na obszarze szczecińskiego osiedla Centrum. Nazwy niemieckie zaczerpnięto z planu miasta Szczecina z 1937.
| Nazwa                         | Dawne nazwy                     |
| ----------------------------- | ------------------------------- |
| Edmunda Bałuki                | Bismarckstraße                  |
| Edmunda Bałuki                | Ledóchowskiego                  |
| Edmunda Bałuki                | Obrońców Stalingradu            |
| Bogurodzicy                   | Greifenstraße                   |
| Borysza                       | Giesebrechtstraße               |
| Borysza                       | Radomira                        |
| Olgi Boznańskiej              | –                               |
| pl. Grunwaldzki               | Westend Kirchplatz              |
| pl. Grunwaldzki               | Kaiser-Wilhelm-Platz            |
| Jagiellońska                  | Turnerstraße                    |
| Kaszubska                     | Elisabethstraße                 |
| Kujawska                      | Kantstraße                      |
| Jacka Malczewskiego           | Birkenallee                     |
| Małopolska                    | Augustastraße                   |
| Mazowiecka                    | Schillerstraße                  |
| Mazurska                      | Preußische Straße               |
| Monte Cassino                 | Arndtstraße                     |
| Monte Cassino                 | Armii Czerwonej                 |
| pl. Odrodzenia                | Friedrich-Karl-Platz            |
| al. Papieża Jana Pawła II     | Kaiser-Wilhelm-Straße           |
| al. Papieża Jana Pawła II     | al. Jedności Narodowej          |
| Marszałka Józefa Piłsudskiego | Friedrich-Karl-Straße           |
| Marszałka Józefa Piłsudskiego | al. Pomorska                    |
| Marszałka Józefa Piłsudskiego | ul. Mariana Buczka              |
| Podhalańska                   | Fichtestraße                    |
| Generała Ludomiła Rayskiego   | Kronprinzenstraße               |
| Generała Ludomiła Rayskiego   | Polonii Zagranicznej            |
| Generała Ludomiła Rayskiego   | Generała Karola Świerczewskiego |
| Franklina Delano Roosevelta   | Pölitzer Straße                 |
| pl. Szarych Szeregów          | Arndtplatz                      |
| pl. Szarych Szeregów          | pl. Józefa Stalina              |
| pl. Szarych Szeregów          | pl. Sprzymierzonych             |
| pl. Szarych Szeregów          | pl. Konstantego Rokossowskiego  |
| pl. Szarych Szeregów          | pl. Włodzimierza Lenina         |
| pl. Szarych Szeregów          | pl. Sprzymierzonych             |
| Śląska                        | König-Albert-Straße             |
| Świętego Wojciecha            | Karkutschstraße                 |
| Wielkopolska                  | Deutsche Straße                 |
| Stanisława Więckowskiego      | Alte Falkenwalder Straße        |
| Stanisława Więckowskiego      | ks. Ignacego Skorupki           |
| pl. Ludwika Zamenhofa         | –                               |
| al. Wojska Polskiego          | Falkenwalder Straße             |
| pl. Żołnierza Polskiego       | pl. Teatralny                   |
| pl. Żołnierza Polskiego       | Königsplatz                     |

### Nieistniejące ulice i place
Nieistniejące obecnie ulice położone były we wschodniej części współczesnego osiedla, w okolicach dzisiejszego centrum handlowego „Galaxy” oraz wieżowca Pazim.
- ul. Cysterska (Loewestraße)[113]
- ul. Dobrosławy (Bugenhagenstraße)[113]
- ul. Leszka Białego (Giesebrechtstraße)[113]
- ul. Borysza (Prutzstraße; dziś nazwę ul. Borysza nosi fragment dawnej Giesebrechtstraße)[113][114]

## Ludzie związani z Centrum
- Czesław Piskorski – pionier polskiego krajoznawstwa i turystyki na Pomorzu Zachodnim; w latach 1945–1987 mieszkał w kamienicy przy ulicy Mazurskiej 21[115].
- Emil Stoewer – pionier motoryzacji, współzarządzający szczecińskiej fabryki Stoewer-Werke AG; w latach 1907–1917 mieszkał w kamienicy przy dzisiejszej alei Papieża Jana Pawła II 32[116].
- Erwin Ackerknecht – historyk literatury, profesor filozofii, pisarz, bibliotekarz, nauczyciel; mieszkał w kamienicy przy dzisiejszej ulicy Marszałka Józefa Piłsudskiego 37[117][118][119].
- Heliodor Sztark – inżynier budownictwa, dyplomata, urzędnik konsularny, wykładowca akademicki, meloman; mieszkał w kamienicy przy dzisiejszej ulicy Marszałka Józefa Piłsudskiego 29[116]. Sprawował funkcję konsula w konsulacie przy Piłsudskiego 9.
- Helena Majdaniec – wokalistka bigbitowa; w latach 1947–2002 mieszkała z przerwami w kamienicy przy dzisiejszej ulicy Wielkopolskiej 29[116].
- Henryk Osten-Ostachiewicz – artysta malarz, współzałożyciel szczecińskiego oddziału Związku Polskich Artystów Plastyków; mieszkał w kamienicy przy dzisiejszej alei Papieża Jana Pawła II 41[120].
- Kurt Tucholsky – dziennikarz i pisarz; mieszkał w kamienicy przy dzisiejszej ulicy Rayskiego 29[116].
- Stanisława Angel-Engelówna – aktorka; w latach 50. XX wieku mieszkała w kamienicy przy dzisiejszej alei Papieża Jana Pawła II 43[116].
- Wilhelm Meyer-Schwartau – architekt, miejski radca budowlany Szczecina; w latach 1891–1935 mieszkał w kamienicy przy dzisiejszej alei Wojska Polskiego 63[116].

## Galeria

### Centrum współcześnie

Centrum (Szczecin)
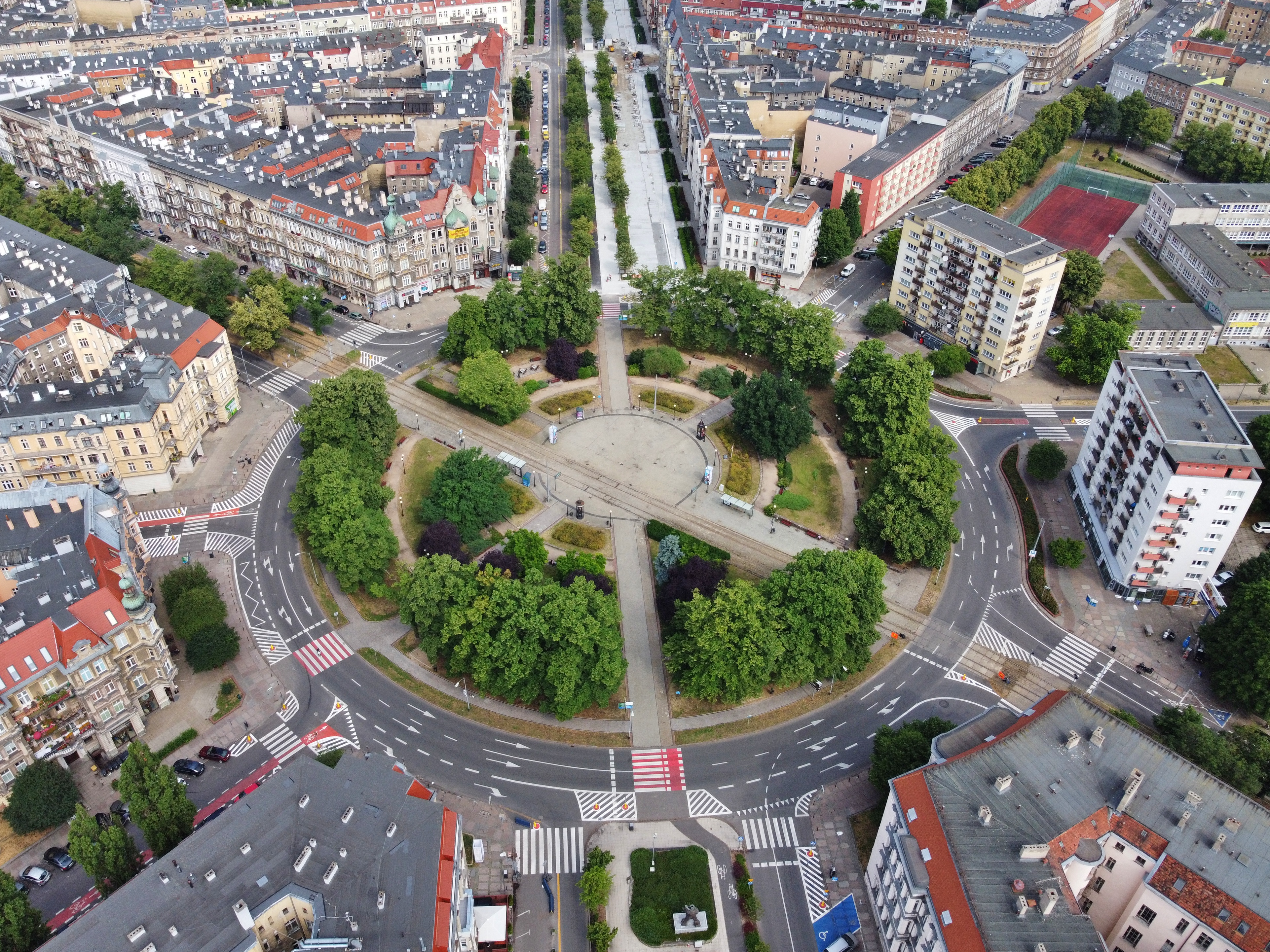
Plac Grunwaldzki
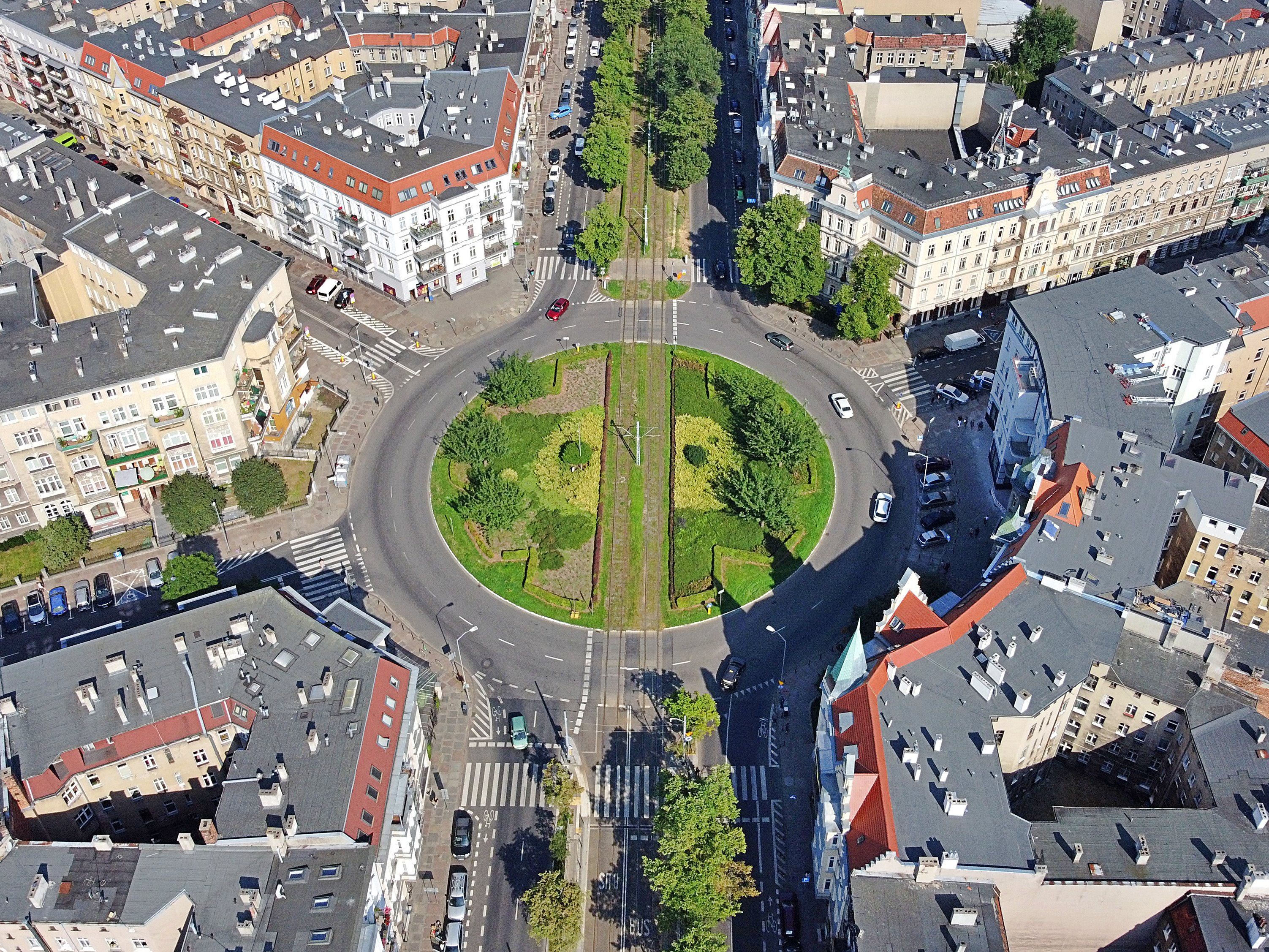
Plac Odrodzenia
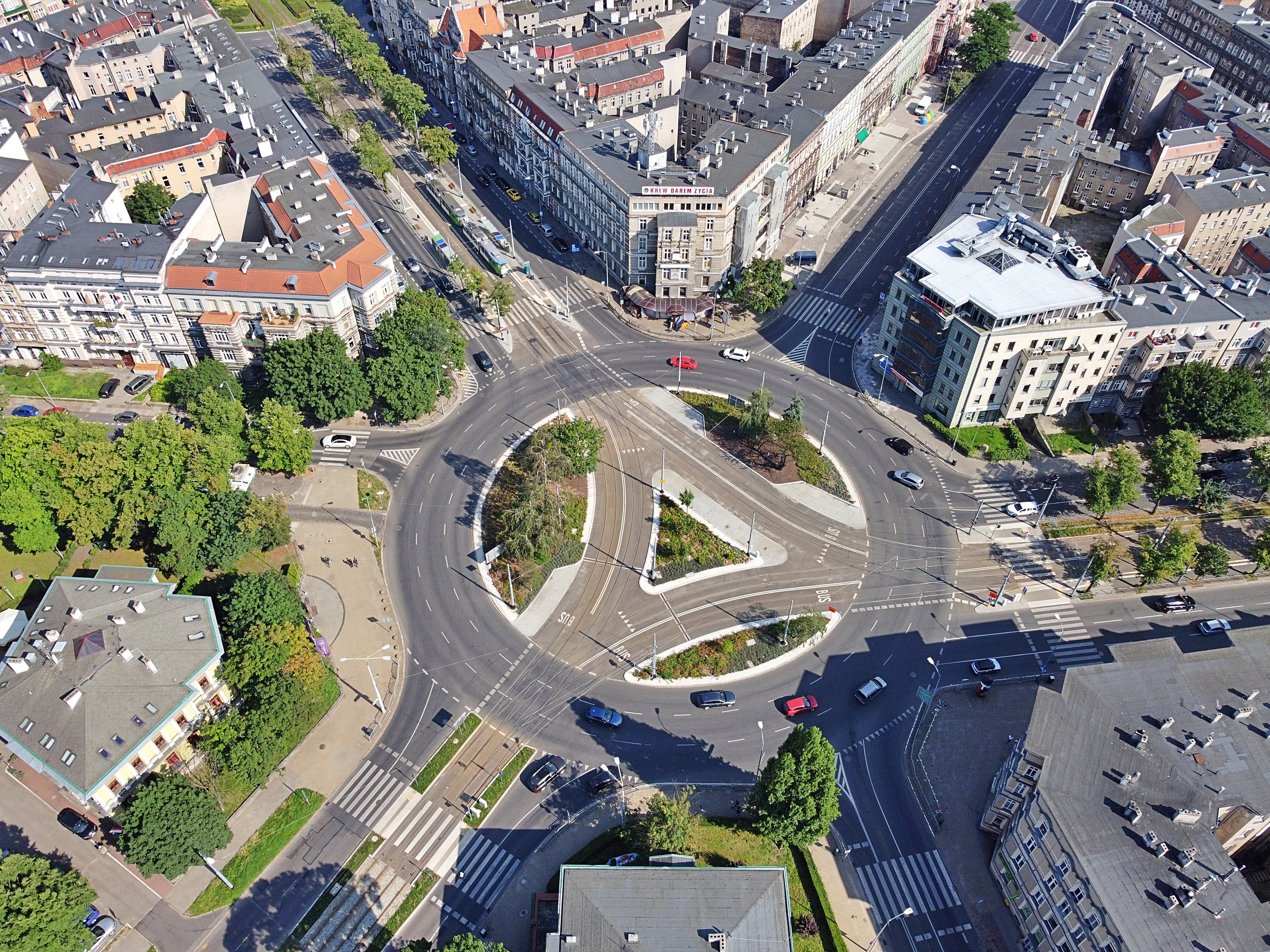
Plac Szarych Szeregów
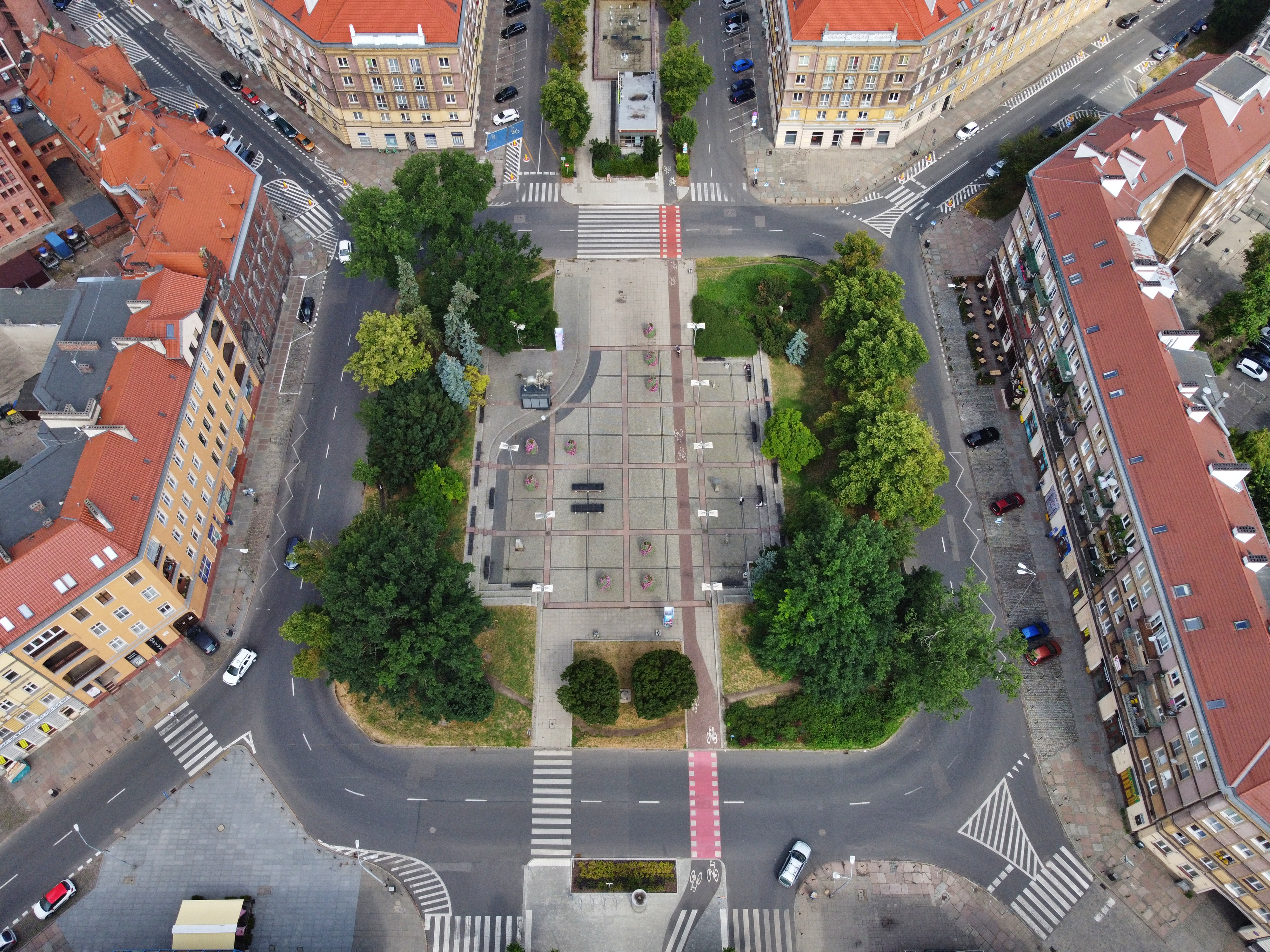
Plac Lotników
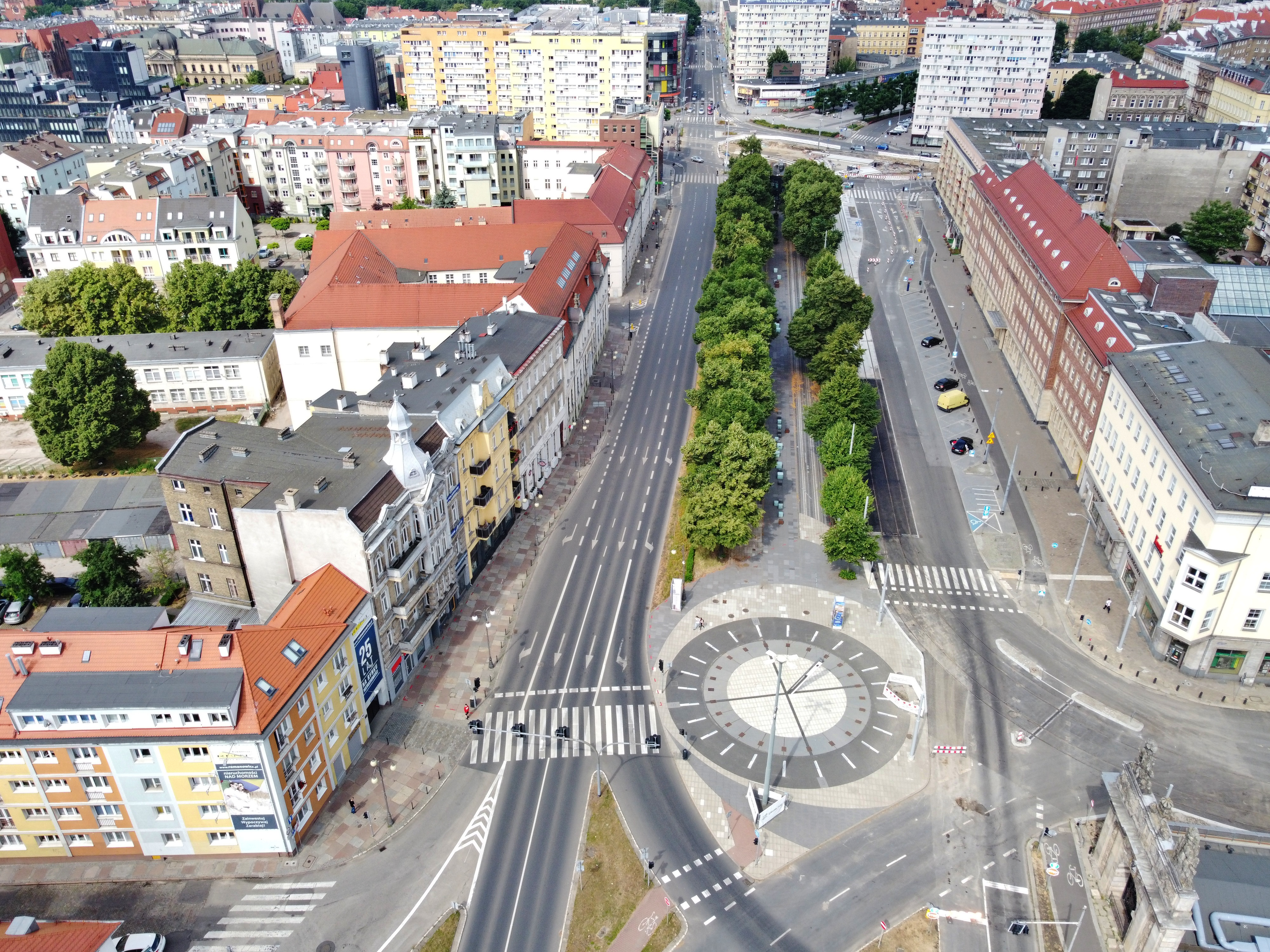
Plac Żołnierza Polskiego
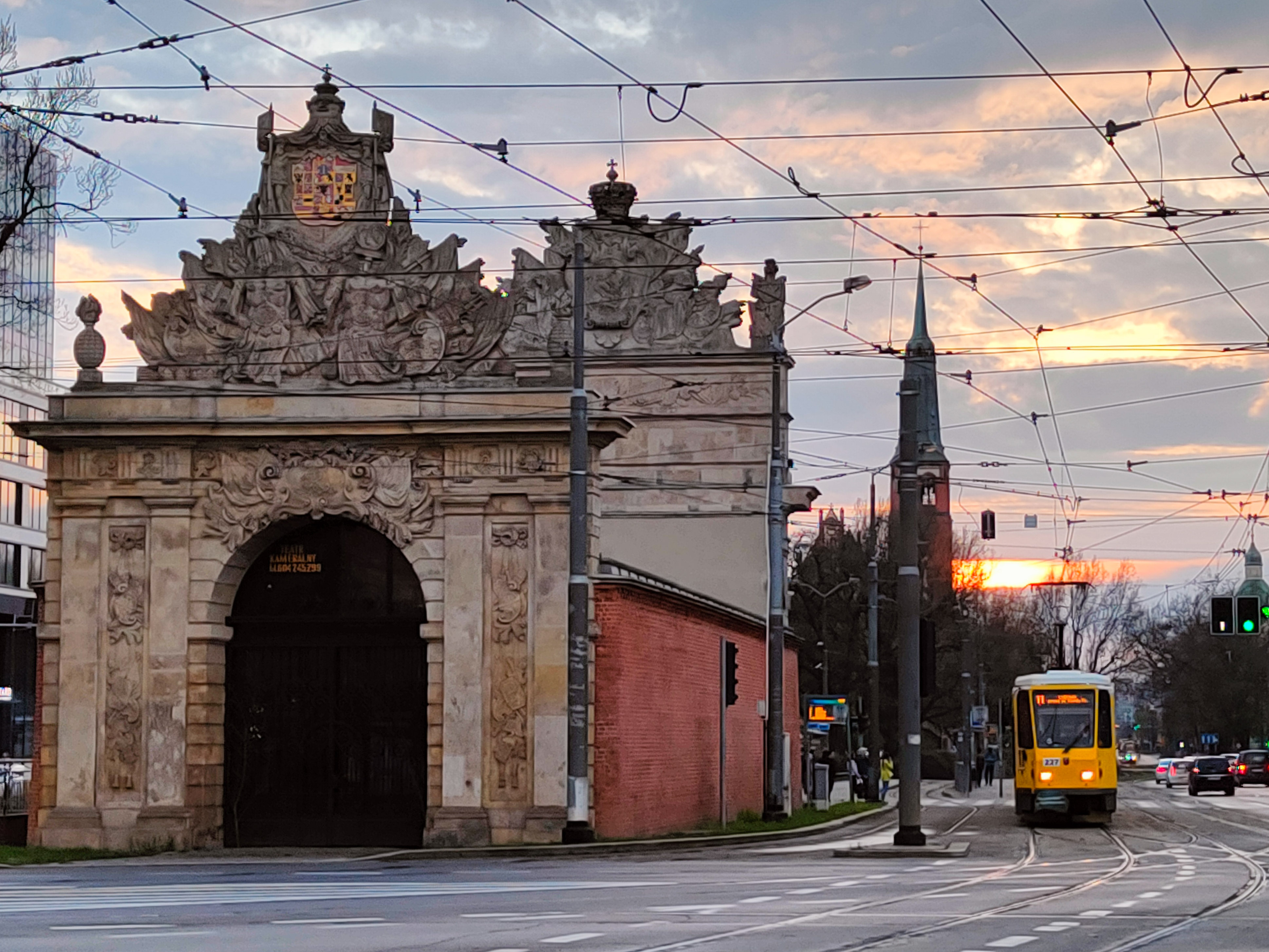
Brama Portowa
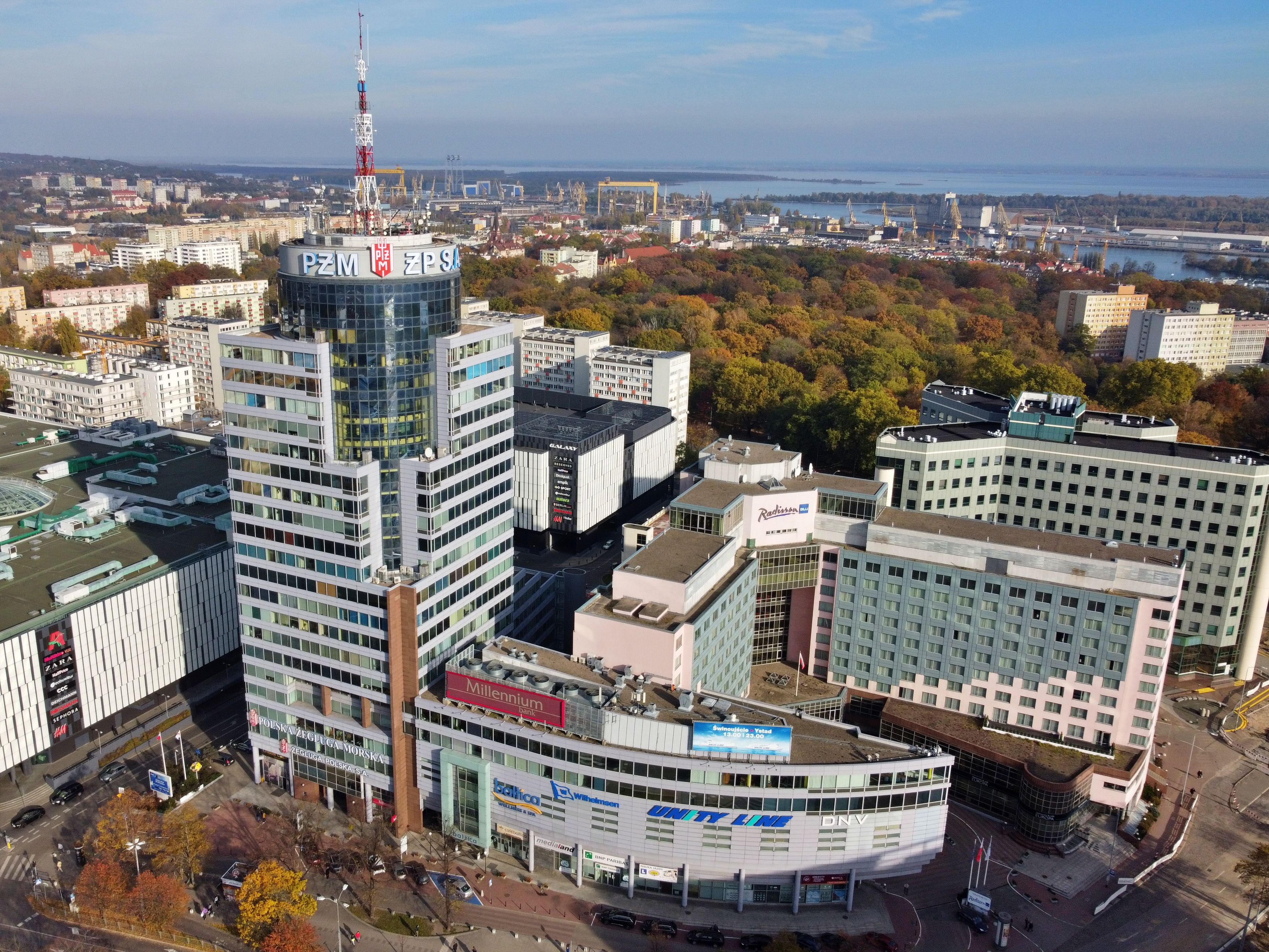
Pazim

### Centrum dawniej

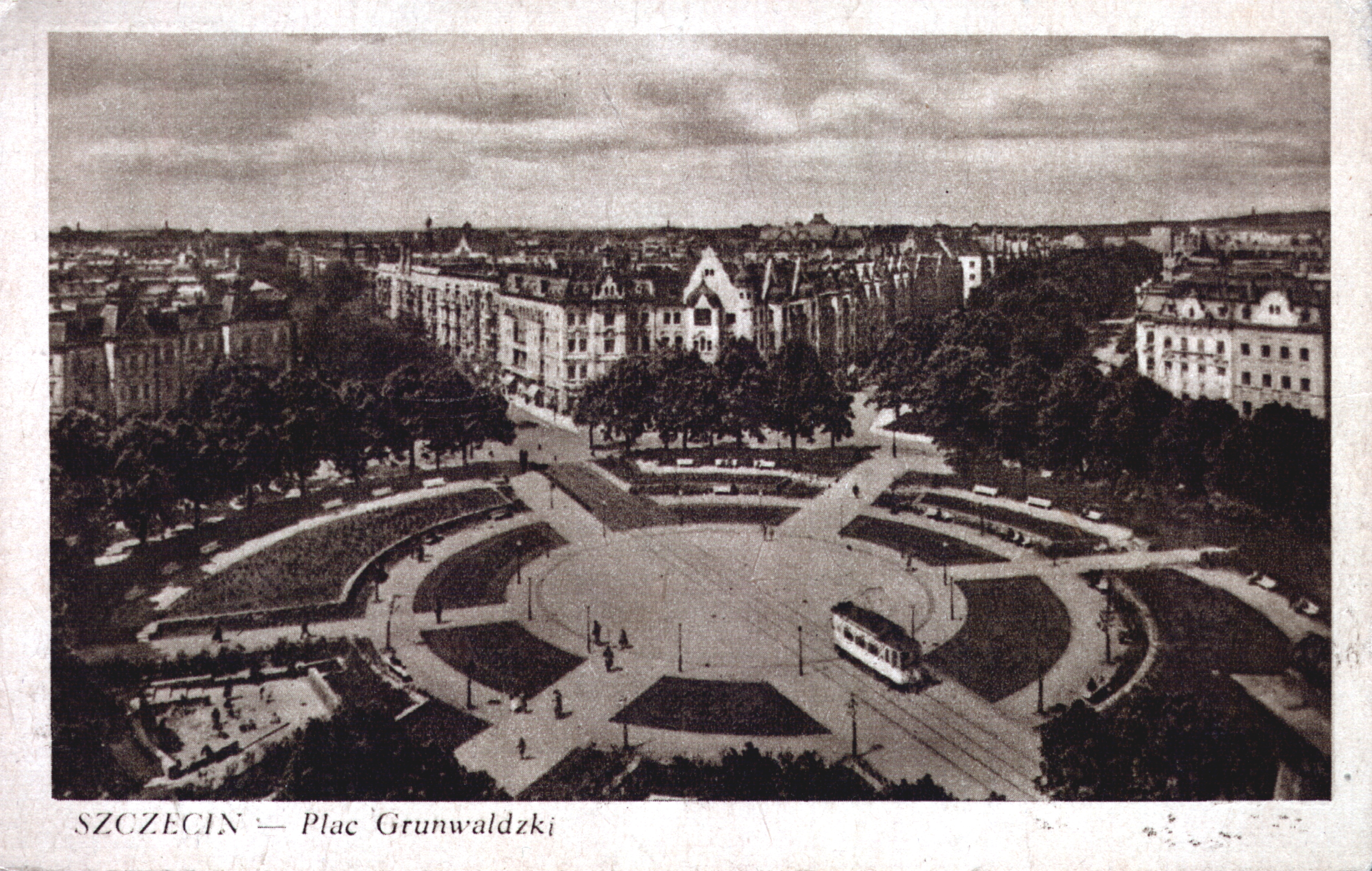
Plac Grunwaldzki, lata 30. XX w.
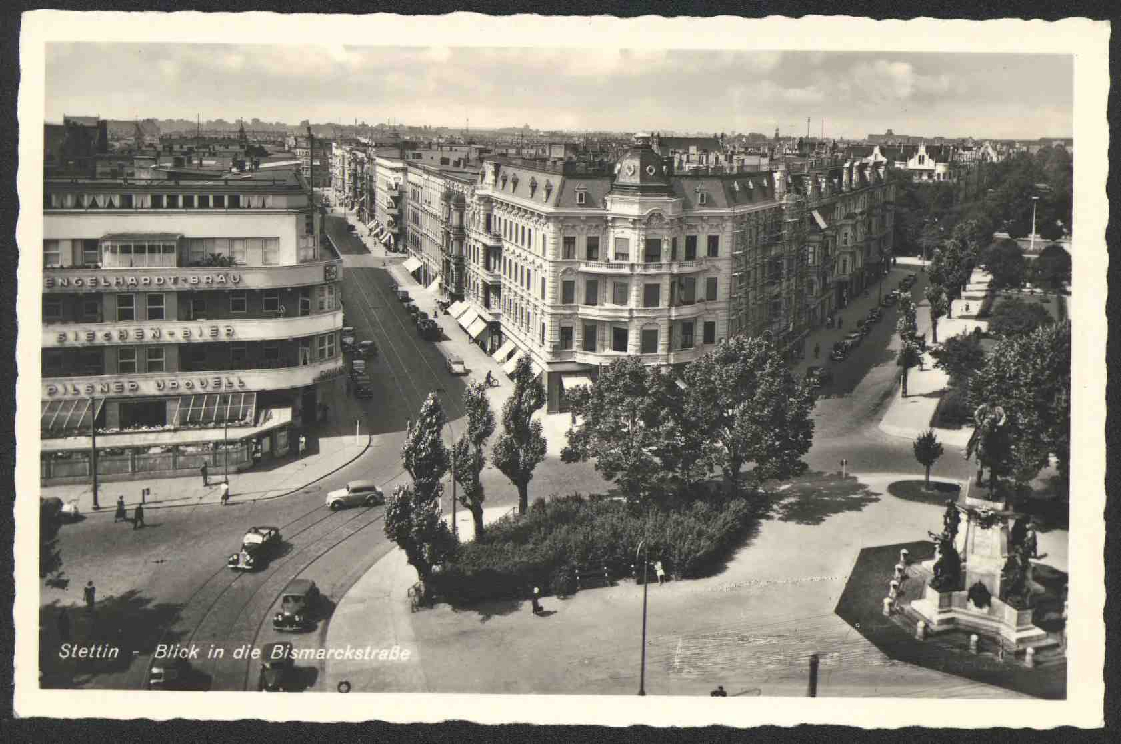
Plac Żołnierza Polskiego i ulica Edmunda Bałuki
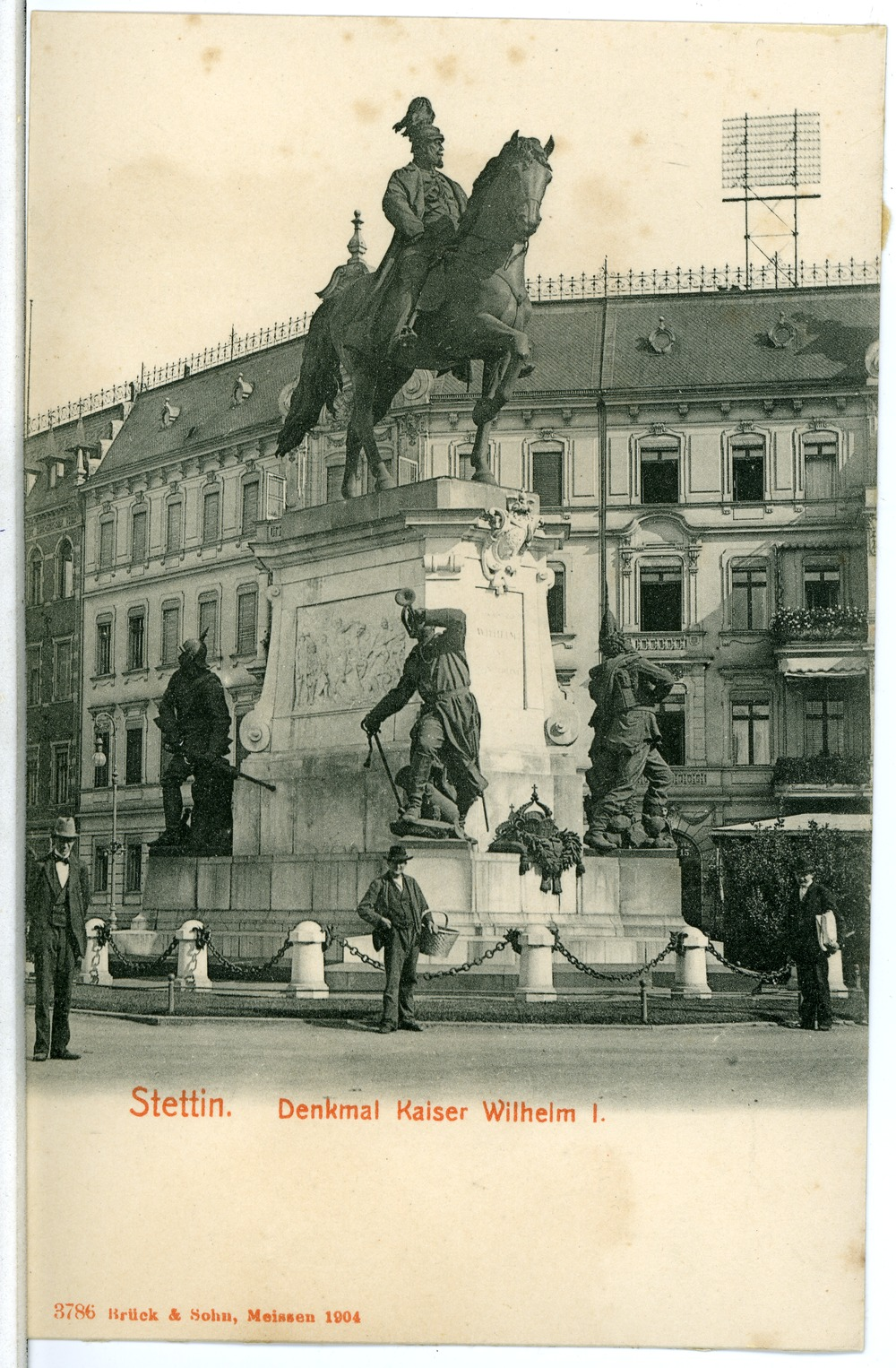
Pomnik cesarza Wilhelma na dzisiejszym pl. Żołnierza Polskiego (1903)
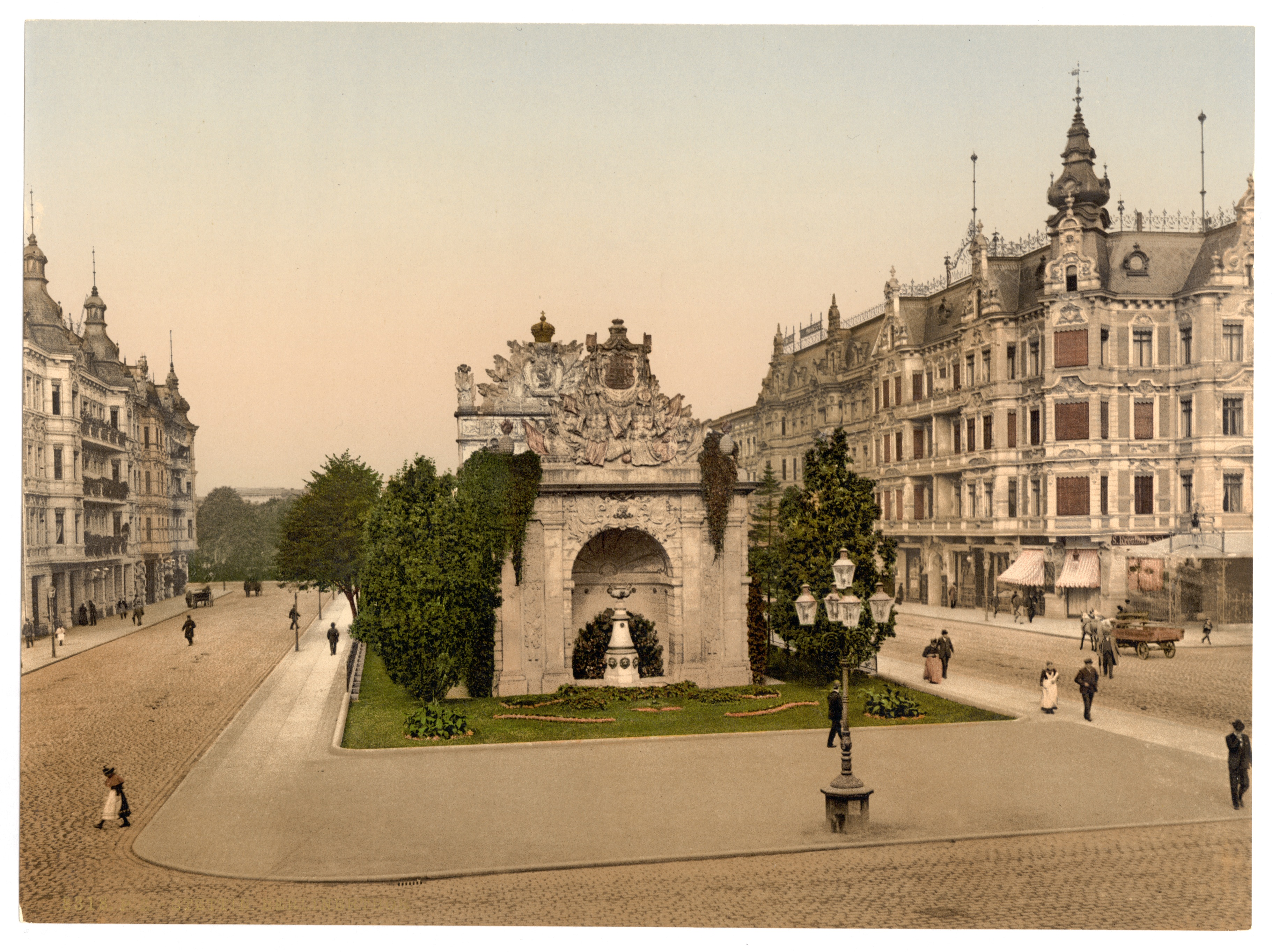
Brama Portowa, koniec XIX w.
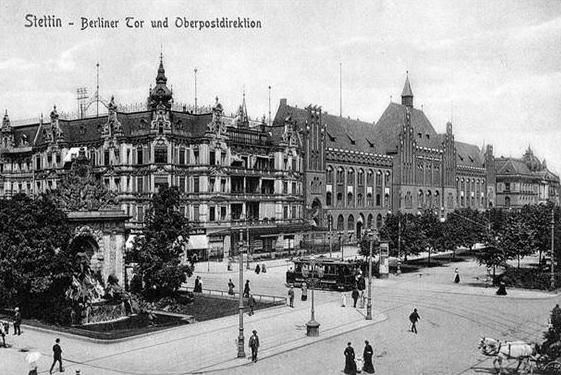
Aleja Niepodległości (1910)